# UEFA Nations League 2020/21/Liga A
Die Liga A der UEFA Nations League 2020/21 war die zweite Austragung der höchsten Division innerhalb dieses Wettbewerbs. Sie begann am 3. September 2020 mit den Spielen Deutschland gegen Spanien sowie Ukraine gegen Schweiz und endete am 10. Oktober 2021 mit dem Finale.
In der Liga A traten 16 Mannschaften in vier Vierergruppen an. Die Gruppensieger (Italien, Belgien, Frankreich und Spanien) qualifizierten sich für die Endrunde, welche vom 6. bis 10. Oktober 2021 in einem der vier qualifizierten Länder (Italien) ausgetragen wurde. Bemerkenswerterweise gewannen die vier Gruppenzweiten der ersten Auflage diesmal die vier Gruppen. Die Gruppenletzten (Bosnien-Herzegowina, Island, Schweden und Ukraine) stiegen in die Liga B ab.

## Gruppe 1
| Pl. | Land                | Sp. | S | U | N | Tore    | Diff. | Punkte |
| --- | ------------------- | --- | - | - | - | ------- | ----- | ------ |
| 1.  | Italien             | 6   | 3 | 3 | 0 | 007:200 | +5    | 12     |
| 2.  | Niederlande         | 6   | 3 | 2 | 1 | 007:400 | +3    | 11     |
| 3.  | Polen               | 6   | 2 | 1 | 3 | 006:600 | ±0    | 07     |
| 4.  | Bosnien-Herzegowina | 6   | 0 | 2 | 4 | 003:110 | −8    | 02     |

### Italien – Bosnien-Herzegowina 1:1 (0:0)
| Italien                                                            | Italien | Bosnien-Herzegowina | Bosnien-Herzegowina |
| ------------------------------------------------------------------ | --- | --- | ------------------- |
| Italien                                                            | \| 1. Spieltag \| \| 4. September 2020 um 20:45 Uhr in Florenz (Stadio Artemio Franchi) \| \| Schiedsrichter: Anastasios Sidiropoulos ( Griechenland) \| | \| 1. Spieltag \| \| 4. September 2020 um 20:45 Uhr in Florenz (Stadio Artemio Franchi) \| \| Schiedsrichter: Anastasios Sidiropoulos ( Griechenland) \| | Bosnien-Herzegowina |
| Italien                                                            | Gianluigi Donnarumma – Alessandro Florenzi, Leonardo Bonucci , Francesco Acerbi, Cristiano Biraghi – Lorenzo Pellegrini (86. Moise Kean), Stefano Sensi, Nicolò Barella – Federico Chiesa (72. Nicolò Zaniolo), Andrea Belotti (73. Ciro Immobile), Lorenzo Insigne Cheftrainer: Roberto Mancini | Ibrahim Šehić – Branimir Cipetić, Toni Šunjić, Siniša Saničanin, Sead Kolašinac (83. Eldar Ćivić) – Gojko Cimirot, Amir Hadžiahmetović, Amer Gojak – Edin Višća (86. Deni Milošević), Edin Džeko , Armin Hodžić (77. Muhamed Bešić) Cheftrainer: Dušan Bajević | Bosnien-Herzegowina |
| Italien                                                            | 1:1 Sensi (67.) | 0:1 Džeko (57.) | Bosnien-Herzegowina |
| Italien                                                            | Belotti (65.), Zaniolo (80.), Bonucci (80.) | Hodžić (65.), Cimirot (79.) | Bosnien-Herzegowina |
| 1. Spieltag                                                        | | |                     |
| 4. September 2020 um 20:45 Uhr in Florenz (Stadio Artemio Franchi) | | |                     |
| Schiedsrichter: Anastasios Sidiropoulos ( Griechenland)            | | |                     |

### Niederlande – Polen 1:0 (0:0)
| Niederlande                                                      | Niederlande | Polen | Polen |
| ---------------------------------------------------------------- | --- | --- | ----- |
| Niederlande                                                      | \| 1. Spieltag \| \| 4. September 2020 um 20:45 Uhr in Amsterdam (Johan-Cruyff-Arena) \| \| Schiedsrichter: Georgi Kabakow ( Bulgarien) \| | \| 1. Spieltag \| \| 4. September 2020 um 20:45 Uhr in Amsterdam (Johan-Cruyff-Arena) \| \| Schiedsrichter: Georgi Kabakow ( Bulgarien) \| | Polen |
| Niederlande                                                      | Jasper Cillessen – Hans Hateboer, Joël Veltman, Virgil van Dijk , Nathan Aké – Marten de Roon, Georginio Wijnaldum, Frenkie de Jong – Steven Bergwijn (74. Donny van de Beek), Memphis Depay, Quincy Promes (90.+2' Luuk de Jong) Cheftrainer: Dwight Lodeweges | Wojciech Szczęsny – Tomasz Kędziora, Kamil Glik , Jan Bednarek, Bartosz Bereszyński – Sebastian Szymański, Grzegorz Krychowiak, Mateusz Klich, Kamil Jóźwiak (71. Kamil Grosicki) – Piotr Zieliński (77. Jakub Moder) – Krzysztof Piątek (63. Arkadiusz Milik) Cheftrainer: Jerzy Brzęczek | Polen |
| Niederlande                                                      | 1:0 Bergwijn (61.) | | Polen |
| Niederlande                                                      | de Roon (71.), Depay (74.), F. de Jong (89.) | Piątek (21.), Klich (33.), Jóźwiak (56.), Glik (61.), Bednarek (90.+1') | Polen |
| 1. Spieltag                                                      | | |       |
| 4. September 2020 um 20:45 Uhr in Amsterdam (Johan-Cruyff-Arena) | | |       |
| Schiedsrichter: Georgi Kabakow ( Bulgarien)                      | | |       |

### Bosnien-Herzegowina – Polen 1:2 (1:1)
| Bosnien-Herzegowina                                     | Bosnien-Herzegowina | Polen | Polen |
| ------------------------------------------------------- | --- | --- | ----- |
| Bosnien-Herzegowina                                     | \| 2. Spieltag \| \| 7. September 2020 um 20:45 Uhr in Zenica (Bilino Polje) \| \| Schiedsrichter: Cüneyt Çakır ( Türkei) \| | \| 2. Spieltag \| \| 7. September 2020 um 20:45 Uhr in Zenica (Bilino Polje) \| \| Schiedsrichter: Cüneyt Çakır ( Türkei) \| | Polen |
| Bosnien-Herzegowina                                     | Asmir Begović – Zoran Kvržić, Ermin Bičakčić, Siniša Saničanin, Eldar Ćivić (82. Deni Milošević) – Muhamed Bešić (60. Edin Džeko), Amir Hadžiahmetović, Haris Hajradinović – Armin Hodžić, Elvir Koljić, Amer Gojak (46. Edin Višća) Cheftrainer: Dušan Bajević | Łukasz Fabiański – Tomasz Kędziora, Kamil Glik , Jan Bednarek, Maciej Rybus – Jacek Góralski, Grzegorz Krychowiak (68. Mateusz Klich) – Kamil Jóźwiak, Piotr Zieliński (85. Karol Linetty), Kamil Grosicki (80. Sebastian Szymański) – Arkadiusz Milik Cheftrainer: Jerzy Brzęczek | Polen |
| Bosnien-Herzegowina                                     | 1:0 Hajradinović (24., Foulelfmeter) | 1:1 Glik (45.) 1:2 Grosicki (67.) | Polen |
| Bosnien-Herzegowina                                     | Hadžiahmetović (87.) | Bednarek (23.), Milik (82.) | Polen |
| 2. Spieltag                                             | | |       |
| 7. September 2020 um 20:45 Uhr in Zenica (Bilino Polje) | | |       |
| Schiedsrichter: Cüneyt Çakır ( Türkei)                  | | |       |

### Niederlande – Italien 0:1 (0:1)
| Niederlande                                                      | Niederlande | Italien | Italien |
| ---------------------------------------------------------------- | --- | --- | ------- |
| Niederlande                                                      | \| 2. Spieltag \| \| 7. September 2020 um 20:45 Uhr in Amsterdam (Johan-Cruyff-Arena) \| \| Schiedsrichter: Felix Brych ( Deutschland) \| | \| 2. Spieltag \| \| 7. September 2020 um 20:45 Uhr in Amsterdam (Johan-Cruyff-Arena) \| \| Schiedsrichter: Felix Brych ( Deutschland) \| | Italien |
| Niederlande                                                      | Jasper Cillessen – Hans Hateboer (70. Denzel Dumfries), Joël Veltman, Virgil van Dijk , Nathan Aké (81. Luuk de Jong) – Marten de Roon, Donny van de Beek (57. Steven Bergwijn), Frenkie de Jong – Georginio Wijnaldum, Memphis Depay, Quincy Promes Cheftrainer: Dwight Lodeweges | Gianluigi Donnarumma – Danilo D’Ambrosio, Leonardo Bonucci, Giorgio Chiellini , Leonardo Spinazzola – Nicolò Barella, Jorginho, Manuel Locatelli (81. Bryan Cristante) – Nicolò Zaniolo (42. Moise Kean), Ciro Immobile, Lorenzo Insigne (90. Federico Chiesa) Cheftrainer: Roberto Mancini | Italien |
| Niederlande                                                      | 0:1 Barella (45.+1') | | Italien |
| Niederlande                                                      | Veltman (69.), Wijnaldum (84.), Depay (90.+5') | D’Ambrosio (23.), Cristante (84.), Chiellini (88.) | Italien |
| 2. Spieltag                                                      | | |         |
| 7. September 2020 um 20:45 Uhr in Amsterdam (Johan-Cruyff-Arena) | | |         |
| Schiedsrichter: Felix Brych ( Deutschland)                       | | |         |

### Bosnien-Herzegowina – Niederlande 0:0
| Bosnien-Herzegowina                                    | Bosnien-Herzegowina | Niederlande | Niederlande |
| ------------------------------------------------------ | --- | --- | ----------- |
| Bosnien-Herzegowina                                    | \| 3. Spieltag \| \| 11. Oktober 2020 um 18:00 Uhr in Zenica (Bilino Polje) \| \| Zuschauer: 1.600 \| \| Schiedsrichter: István Kovács ( Rumänien) \| | \| 3. Spieltag \| \| 11. Oktober 2020 um 18:00 Uhr in Zenica (Bilino Polje) \| \| Zuschauer: 1.600 \| \| Schiedsrichter: István Kovács ( Rumänien) \| | Niederlande |
| Bosnien-Herzegowina                                    | Ibrahim Šehić – Darko Todorović, Dennis Hadžikadunić, Siniša Saničanin, Advan Kadušić (46. Sead Kolašinac) – Miralem Pjanić (75. Stipe Lončar), Gojko Cimirot, Rade Krunić (75. Armin Hodžić) – Benjamin Tatar (54. Amir Hadžiahmetović), Milan Đurić (61. Edin Džeko), Amer Gojak Cheftrainer: Dušan Bajević | Jasper Cillessen – Denzel Dumfries (70. Hans Hateboer), Stefan de Vrij, Virgil van Dijk , Daley Blind (86. Nathan Aké) – Marten de Roon, Georginio Wijnaldum, Frenkie de Jong – Donyell Malen (70. Steven Berghuis), Luuk de Jong, Quincy Promes (86. Ryan Babel) Cheftrainer: Frank de Boer | Niederlande |
| Bosnien-Herzegowina                                    | Kadušić (44.), Hodžić (90.+2) | de Roon (87.) | Niederlande |
| 3. Spieltag                                            | | |             |
| 11. Oktober 2020 um 18:00 Uhr in Zenica (Bilino Polje) | | |             |
| Zuschauer: 1.600                                       | | |             |
| Schiedsrichter: István Kovács ( Rumänien)              | | |             |

### Polen – Italien 0:0
| Polen                                                           | Polen | Italien | Italien |
| --------------------------------------------------------------- | --- | --- | ------- |
| Polen                                                           | \| 3. Spieltag \| \| 11. Oktober 2020 um 20:45 Uhr in Danzig (Stadion Energa Gdańsk) \| \| Zuschauer: 9.200 \| \| Schiedsrichter: José María Sánchez Martínez ( Spanien) \| | \| 3. Spieltag \| \| 11. Oktober 2020 um 20:45 Uhr in Danzig (Stadion Energa Gdańsk) \| \| Zuschauer: 9.200 \| \| Schiedsrichter: José María Sánchez Martínez ( Spanien) \| | Italien |
| Polen                                                           | Łukasz Fabiański – Tomasz Kędziora, Kamil Glik, Sebastian Walukiewicz, Bartosz Bereszyński – Grzegorz Krychowiak, Jakub Moder – Sebastian Szymański (59. Kamil Grosicki), Mateusz Klich (70. Arkadiusz Milik), Kamil Jóźwiak (82. Michał Karbownik) – Robert Lewandowski (82. Karol Linetty) Cheftrainer: Jerzy Brzęczek | Gianluigi Donnarumma – Alessandro Florenzi, Leonardo Bonucci , Francesco Acerbi, Emerson – Nicolò Barella (78. Manuel Locatelli), Jorginho, Marco Verratti – Federico Chiesa (70. Moise Kean), Andrea Belotti (83. Francesco Caputo), Lorenzo Pellegrini (83. Domenico Berardi) Cheftrainer: Roberto Mancini | Italien |
| Polen                                                           | Bereszyński (35.), Kędziora (55.) | Belotti (78.), Acerbi (90.+1) | Italien |
| 3. Spieltag                                                     | | |         |
| 11. Oktober 2020 um 20:45 Uhr in Danzig (Stadion Energa Gdańsk) | | |         |
| Zuschauer: 9.200                                                | | |         |
| Schiedsrichter: José María Sánchez Martínez ( Spanien)          | | |         |

### Italien – Niederlande 1:1 (1:1)
| Italien                                                     | Italien | Niederlande | Niederlande |
| ----------------------------------------------------------- | --- | --- | ----------- |
| Italien                                                     | \| 4. Spieltag \| \| 14. Oktober 2020 um 20:45 Uhr in Bergamo (Atalanta Stadium) \| \| Schiedsrichter: Anthony Taylor \| \| Spielbericht \| | \| 4. Spieltag \| \| 14. Oktober 2020 um 20:45 Uhr in Bergamo (Atalanta Stadium) \| \| Schiedsrichter: Anthony Taylor \| \| Spielbericht \| | Niederlande |
| Italien                                                     | Gianluigi Donnarumma – Danilo D’Ambrosio, Leonardo Bonucci, Giorgio Chiellini , Leonardo Spinazzola – Marco Verratti (56. Manuel Locatelli), Jorginho, Nicolò Barella – Federico Chiesa (55. Moise Kean), Ciro Immobile, Lorenzo Pellegrini (72. Alessandro Florenzi) Cheftrainer: Roberto Mancini | Jasper Cillessen – Nathan Aké, Virgil van Dijk , Stefan de Vrij, Hans Hateboer – Daley Blind (77. Joël Veltman), Frenkie de Jong, Donny van de Beek – Memphis Depay (90+2. Ryan Babel), Luuk de Jong, Georginio Wijnaldum Cheftrainer: Frank de Boer | Niederlande |
| Italien                                                     | 1:0 Pellegrini (16.) | 1:1 van de Beek (25.) | Niederlande |
| Italien                                                     | Verratti (23.), D’Ambrosio (80.), Kean (90+3.) | | Niederlande |
| 4. Spieltag                                                 | | |             |
| 14. Oktober 2020 um 20:45 Uhr in Bergamo (Atalanta Stadium) | | |             |
| Schiedsrichter: Anthony Taylor                              | | |             |
| Spielbericht                                                | | |             |

### Polen – Bosnien-Herzegowina 3:0 (2:0)
| Polen                                                      | Polen | Bosnien-Herzegowina | Bosnien-Herzegowina |
| ---------------------------------------------------------- | --- | --- | ------------------- |
| Polen                                                      | \| 4. Spieltag \| \| 14. Oktober 2020 um 20:45 Uhr in Breslau (Stadion Miejski) \| \| Schiedsrichter: Craig Pawson ( England) \| | \| 4. Spieltag \| \| 14. Oktober 2020 um 20:45 Uhr in Breslau (Stadion Miejski) \| \| Schiedsrichter: Craig Pawson ( England) \| | Bosnien-Herzegowina |
| Polen                                                      | Wojciech Szczęsny – Tomasz Kędziora (72. Bartosz Bereszyński), Kamil Glik, Jan Bednarek, Arkadiusz Reca – Jacek Góralski, Karol Linetty – Kamil Jóźwiak (72. Michał Karbownik), Mateusz Klich (64. Krzysztof Piątek), Kamil Grosicki (64. Damian Kądzior) – Robert Lewandowski (58. Arkadiusz Milik) Cheftrainer: Jerzy Brzęczek | Ibrahim Šehić – Branimir Cipetić, Anel Ahmedhodzić, Siniša Saničanin, Sead Kolašinac – Gojko Cimirot, Amir Hadžiahmetović (74. Haris Hajradinović), Miralem Pjanić (33. Dennis Hadžikadunić) – Edin Višća (58. Amer Gojak), Edin Džeko (58. Smail Prevljak), Rade Krunić (74. Deni Milošević) Cheftrainer: Dušan Bajević | Bosnien-Herzegowina |
| Polen                                                      | 1:0 Lewandowski (40.) 2:0 Linetty (45.+1) 3:0 Lewandowski (52.) | | Bosnien-Herzegowina |
| Polen                                                      | Klich (20.), Bednarek (36.), Kolašinac (44.) | Pjanić (15.), Hajradinović (83.) | Bosnien-Herzegowina |
| Polen                                                      | Ahmedhodžić (15.) | | Bosnien-Herzegowina |
| 4. Spieltag                                                | | |                     |
| 14. Oktober 2020 um 20:45 Uhr in Breslau (Stadion Miejski) | | |                     |
| Schiedsrichter: Craig Pawson ( England)                    | | |                     |

### Niederlande – Bosnien-Herzegowina 3:1 (2:0)
| Niederlande                                                      | Niederlande | Bosnien-Herzegowina | Bosnien-Herzegowina |
| ---------------------------------------------------------------- | --- | --- | ------------------- |
| Niederlande                                                      | \| 5. Spieltag \| \| 15. November 2020 um 18:00 Uhr in Amsterdam (Johan-Cruyff-Arena) \| \| Schiedsrichter: François Letexier ( Frankreich) \| | \| 5. Spieltag \| \| 15. November 2020 um 18:00 Uhr in Amsterdam (Johan-Cruyff-Arena) \| \| Schiedsrichter: François Letexier ( Frankreich) \| | Bosnien-Herzegowina |
| Niederlande                                                      | Tim Krul – Denzel Dumfries (64. Hans Hateboer), Stefan de Vrij, Daley Blind, Owen Wijndal (79. Patrick van Aanholt) – Davy Klaassen, Georginio Wijnaldum (64. Donny van de Beek), Frenkie de Jong – Steven Berghuis (89. Calvin Stengs), Luuk de Jong, Memphis Depay (79. Quincy Promes) Cheftrainer: Frank de Boer | Ibrahim Šehić – Darko Todorović, Dennis Hadžikadunić, Siniša Saničanin, Sead Kolašinac – Gojko Cimirot, Miralem Pjanić (89. Almedin Ziljkić), Rade Krunić (78. Amar Rahmanović) – Edin Višća (78. Benjamin Tatar), Armin Hodžić (61. Smail Prevljak), Amer Gojak (61. Vladan Danilović) Cheftrainer: Dušan Bajević | Bosnien-Herzegowina |
| Niederlande                                                      | 1:0 Wijnaldum (6.) 2:0 Wijnaldum (14.) 3:0 Depay (55.) | 3:1 Prevljak (63.) | Bosnien-Herzegowina |
| Niederlande                                                      | Klaassen (68.) | Todorović (39.), Saničanin (88.) | Bosnien-Herzegowina |
| 5. Spieltag                                                      | | |                     |
| 15. November 2020 um 18:00 Uhr in Amsterdam (Johan-Cruyff-Arena) | | |                     |
| Schiedsrichter: François Letexier ( Frankreich)                  | | |                     |

### Italien – Polen 2:0 (1:0)
| Italien                                                                                    | Italien | Polen | Polen |
| ------------------------------------------------------------------------------------------ | --- | --- | ----- |
| Italien                                                                                    | \| 5. Spieltag \| \| 15. November 2020 um 20:45 Uhr in Reggio nell’Emilia (Mapei Stadium – Città del Tricolore) \| \| Schiedsrichter: Clément Turpin ( Frankreich) \| | \| 5. Spieltag \| \| 15. November 2020 um 20:45 Uhr in Reggio nell’Emilia (Mapei Stadium – Città del Tricolore) \| \| Schiedsrichter: Clément Turpin ( Frankreich) \| | Polen |
| Italien                                                                                    | Gianluigi Donnarumma – Alessandro Florenzi (89. Giovanni Di Lorenzo), Francesco Acerbi, Alessandro Bastoni, Emerson – Nicolò Barella, Jorginho, Manuel Locatelli – Federico Bernardeschi (64. Domenico Berardi), Andrea Belotti (79. Stefano Okaka), Lorenzo Insigne (89. Stephan El Shaarawy) Cheftrainer: Alberico Evani | Wojciech Szczęsny – Bartosz Bereszyński, Kamil Glik, Jan Bednarek, Arkadiusz Reca – Grzegorz Krychowiak, Jakub Moder (46. Jacek Góralski) – Sebastian Szymański (46. Piotr Zieliński), Karol Linetty (74. Arkadiusz Milik), Kamil Jóźwiak (46. Kamil Grosicki) – Robert Lewandowski Cheftrainer: Jerzy Brzęczek | Polen |
| Italien                                                                                    | 1:0 Jorginho (28., Foulelfmeter) 2:0 Berardi (84.) | | Polen |
| Italien                                                                                    | Belotti (30.) | Krychowiak (27.) | Polen |
| Italien                                                                                    | Góralski (77.) | | Polen |
| 5. Spieltag                                                                                | | |       |
| 15. November 2020 um 20:45 Uhr in Reggio nell’Emilia (Mapei Stadium – Città del Tricolore) | | |       |
| Schiedsrichter: Clément Turpin ( Frankreich)                                               | | |       |

### Bosnien-Herzegowina – Italien 0:2 (0:1)
| Bosnien-Herzegowina                                           | Bosnien-Herzegowina | Italien | Italien |
| ------------------------------------------------------------- | --- | --- | ------- |
| Bosnien-Herzegowina                                           | \| 6. Spieltag \| \| 18. November 2020 um 20:45 Uhr in Sarajevo (Stadion Grbavica) \| \| Schiedsrichter: Artur Dias ( Portugal) \| | \| 6. Spieltag \| \| 18. November 2020 um 20:45 Uhr in Sarajevo (Stadion Grbavica) \| \| Schiedsrichter: Artur Dias ( Portugal) \| | Italien |
| Bosnien-Herzegowina                                           | Kenan Pirić – Josip Čorluka, Dennis Hadžikakunić, Siniša Saničanin, Advan Kadušić (79. Darko Todorović) – Gojko Cimirot, Miralem Pjanić (76. Vladan Danilović), Amer Gojak – Benjamin Tatar (79. Amar Rahmanović), Smail Prevljak (79. Irfan Hadžić), Rade Krunić (71. Stipe Lončar) Cheftrainer: Dušan Bajević | Gianluigi Donnarumma – Alessandro Florenzi (46. Giovanni Di Lorenzo), Francesco Acerbi, Alessandro Bastoni, Emerson – Nicolò Barella, Jorginho, Manuel Locatelli – Domenico Berardi (82. Federico Bernardeschi), Andrea Belotti (82. Kevin Lasagna), Lorenzo Insigne (90.+3 Davide Calabria) Cheftrainer: Alberico Evani | Italien |
| Bosnien-Herzegowina                                           | 0:1 Belotti (22.) 0:2 Berardi (68.) | | Italien |
| Bosnien-Herzegowina                                           | Kadušić (62.) | Romagnoli (64.), Berardi (65.) | Italien |
| 6. Spieltag                                                   | | |         |
| 18. November 2020 um 20:45 Uhr in Sarajevo (Stadion Grbavica) | | |         |
| Schiedsrichter: Artur Dias ( Portugal)                        | | |         |

### Polen – Niederlande 1:2 (1:0)
| Polen                                                      | Polen | Niederlande | Niederlande |
| ---------------------------------------------------------- | --- | --- | ----------- |
| Polen                                                      | \| 6. Spieltag \| \| 18. November 2020 um 20:45 Uhr in Chorzów (Stadion Śląski) \| \| Schiedsrichter: Orel Grinfeld ( Israel) \| | \| 6. Spieltag \| \| 18. November 2020 um 20:45 Uhr in Chorzów (Stadion Śląski) \| \| Schiedsrichter: Orel Grinfeld ( Israel) \| | Niederlande |
| Polen                                                      | Łukasz Fabiański – Tomasz Kędziora, Kamil Glik, Jan Bednarek, Arkadiusz Reca (81. Maciej Rybus) – Mateusz Klich, Grzegorz Krychowiak (71. Karol Linetty) – Przemysław Płacheta (75. Kamil Grosicki), Piotr Zieliński (71. Jakub Moder), Kamil Jóźwiak – Robert Lewandowski (46. Krzysztof Piątek) Cheftrainer: Jerzy Brzęczek | Tim Krul – Hans Hateboer (57. Denzel Dumfries), Stefan de Vrij, Daley Blind (84. Luuk de Jong), Patrick van Aanholt (71. Owen Wijndal) – Davy Klaassen (70. Donny van de Beek), Georginio Wijnaldum , Frenkie de Jong – Calvin Stengs (70. Steven Berghuis), Memphis Depay, Donyell Malen Cheftrainer: Frank de Boer | Niederlande |
| Polen                                                      | 1:0 Jóźwiak (6.) | 1:1 Depay (77., Foulelfmeter) 1:2 Wijnaldum (84.) | Niederlande |
| Polen                                                      | Krychowiak (14.), Bednarek (77.), Jóźwiak (77.) | | Niederlande |
| 6. Spieltag                                                | | |             |
| 18. November 2020 um 20:45 Uhr in Chorzów (Stadion Śląski) | | |             |
| Schiedsrichter: Orel Grinfeld ( Israel)                    | | |             |

## Gruppe 2
| Pl. | Land     | Sp. | S | U | N | Tore    | Diff. | Punkte |
| --- | -------- | --- | - | - | - | ------- | ----- | ------ |
| 1.  | Belgien  | 6   | 5 | 0 | 1 | 016:600 | +10   | 15     |
| 2.  | Dänemark | 6   | 3 | 1 | 2 | 008:700 | +1    | 10     |
| 3.  | England  | 6   | 3 | 1 | 2 | 007:400 | +3    | 10     |
| 4.  | Island   | 6   | 0 | 0 | 6 | 003:170 | −14   | 0      |

### Island – England 0:1 (0:0)
| Island                                                                          | Island | England | England |
| ------------------------------------------------------------------------------- | --- | --- | ------- |
| Island                                                                          | \| 1. Spieltag \| \| 5. September 2020 um 16:00 Uhr (18:00 Uhr MESZ) in Reykjavík (Laugardalsvöllur) \| \| Schiedsrichter: Srđan Jovanović ( Serbien) \| | \| 1. Spieltag \| \| 5. September 2020 um 16:00 Uhr (18:00 Uhr MESZ) in Reykjavík (Laugardalsvöllur) \| \| Schiedsrichter: Srđan Jovanović ( Serbien) \| | England |
| Island                                                                          | Hannes Þór Halldórsson – Hjörtur Hermannsson, Sverrir Ingi Ingason, Kári Árnason , Hörður Björgvin Magnússon – Arnór Ingvi Traustason (76. Emil Hallfreðsson), Birkir Bjarnason, Victor Pálsson, Jón Dagur Þorsteinsson (66. Arnór Sigurðsson) – Albert Guðmundsson, Jón Daði Böðvarsson (90.+1' Hólmbert Friðjónsson) Cheftrainer: Erik Hamrén ( Schweden) | Jordan Pickford – Kyle Walker, Joe Gomez, Declan Rice, Eric Dier, Kieran Trippier – Jadon Sancho (73. Trent Alexander-Arnold), James Ward-Prowse, Phil Foden (68. Danny Ings) – Harry Kane (78. Mason Greenwood), Raheem Sterling Cheftrainer: Gareth Southgate | England |
| Island                                                                          | 0:1 Sterling (90.+1', Handelfmeter) | | England |
| Island                                                                          | Gomez (90.+2') | | England |
| Island                                                                          | Ingason (89.) | Walker (70.) | England |
| Island                                                                          | Bjarnason schießt Foulelfmeter über das Tor (90.+3') | | England |
| 1. Spieltag                                                                     | | |         |
| 5. September 2020 um 16:00 Uhr (18:00 Uhr MESZ) in Reykjavík (Laugardalsvöllur) | | |         |
| Schiedsrichter: Srđan Jovanović ( Serbien)                                      | | |         |

### Dänemark – Belgien 0:2 (0:1)
| Dänemark                                              | Dänemark | Belgien | Belgien |
| ----------------------------------------------------- | --- | --- | ------- |
| Dänemark                                              | \| 1. Spieltag \| \| 5. September 2020 um 20:45 Uhr in Kopenhagen (Parken) \| \| Schiedsrichter: Sandro Schärer ( Schweiz) \| | \| 1. Spieltag \| \| 5. September 2020 um 20:45 Uhr in Kopenhagen (Parken) \| \| Schiedsrichter: Sandro Schärer ( Schweiz) \| | Belgien |
| Dänemark                                              | Kasper Schmeichel – Daniel Wass (83. Zanka), Andreas Christensen, Simon Kjær , Robert Skov – Thomas Delaney, Christian Eriksen, Pierre Emile Højbjerg – Yussuf Poulsen, Kasper Dolberg (83. Andreas Cornelius), Martin Braithwaite (72. Joakim Mæhle) Cheftrainer: Kasper Hjulmand | Simon Mignolet – Timothy Castagne, Toby Alderweireld, Jason Denayer, Jan Vertonghen – Youri Tielemans (87. Jérémy Doku), Axel Witsel, Yannick Carrasco (57. Dennis Praet) – Dries Mertens (80. Leandro Trossard), Romelu Lukaku, Thorgan Hazard Cheftrainer: Roberto Martínez ( Spanien) | Belgien |
| Dänemark                                              | 0:1 Denayer (9.) 0:2 Mertens (76.) | | Belgien |
| Dänemark                                              | Højbjerg (3.), Skov (26.) | Tielemans (20.) | Belgien |
| 1. Spieltag                                           | | |         |
| 5. September 2020 um 20:45 Uhr in Kopenhagen (Parken) | | |         |
| Schiedsrichter: Sandro Schärer ( Schweiz)             | | |         |

### Belgien – Island 5:1 (2:1)
| Belgien                                                            | Belgien | Island | Island |
| ------------------------------------------------------------------ | --- | --- | ------ |
| Belgien                                                            | \| 2. Spieltag \| \| 8. September 2020 um 20:45 Uhr in Brüssel (König-Baudouin-Stadion) \| \| Schiedsrichter: Paweł Raczkowski ( Polen) \| | \| 2. Spieltag \| \| 8. September 2020 um 20:45 Uhr in Brüssel (König-Baudouin-Stadion) \| \| Schiedsrichter: Paweł Raczkowski ( Polen) \| | Island |
| Belgien                                                            | Koen Casteels (56. Simon Mignolet) – Thomas Meunier, Toby Alderweireld , Jason Denayer, Jan Vertonghen – Kevin De Bruyne (80. Hans Vanaken), Axel Witsel, Thorgan Hazard (65. Yari Verschaeren) – Dries Mertens, Michy Batshuayi, Jérémy Doku Cheftrainer: Roberto Martínez ( Spanien) | Ögmundur Kristinsson – Hjörtur Hermannsson, Hólmar Örn Eyjólfsson, Jón Guðni Fjóluson, Ari Freyr Skúlason – Arnór Sigurðsson (72. Mikael Anderson), Andri Baldursson (54. Emil Hallfreðsson), Victor Pálsson, Birkir Bjarnason – Albert Guðmundsson, Hólmbert Friðjónsson (70. Jón Daði Böðvarsson) Cheftrainer: Erik Hamrén ( Schweden) | Island |
| Belgien                                                            | 1:1 Witsel (13.) 2:1 Batshuayi (17.) 3:1 Mertens (50.) 4:1 Batshuayi (69.) 5:1 Doku (79.) | 0:1 Friðjónsson (10.) | Island |
| Belgien                                                            | Hermannsson (12.) | | Island |
| 2. Spieltag                                                        | | |        |
| 8. September 2020 um 20:45 Uhr in Brüssel (König-Baudouin-Stadion) | | |        |
| Schiedsrichter: Paweł Raczkowski ( Polen)                          | | |        |

### Dänemark – England 0:0
| Dänemark                                              | Dänemark | England | England |
| ----------------------------------------------------- | --- | --- | ------- |
| Dänemark                                              | \| 2. Spieltag \| \| 8. September 2020 um 20:45 Uhr in Kopenhagen (Parken) \| \| Schiedsrichter: István Kovács ( Rumänien) \| | \| 2. Spieltag \| \| 8. September 2020 um 20:45 Uhr in Kopenhagen (Parken) \| \| Schiedsrichter: István Kovács ( Rumänien) \| | England |
| Dänemark                                              | Kasper Schmeichel – Daniel Wass, Zanka, Andreas Christensen, Robert Skov – Christian Nørgaard (73. Pierre Emile Højbjerg), Christian Eriksen, Thomas Delaney – Yussuf Poulsen, Kasper Dolberg (76. Rasmus Falk), Martin Braithwaite (82. Simon Kjær) Cheftrainer: Kasper Hjulmand | Jordan Pickford – Trent Alexander-Arnold (86. Ainsley Maitland-Niles), Joe Gomez, Eric Dier, Kieran Trippier – Declan Rice, Conor Coady, Kalvin Phillips (76. Jack Grealish) – Jadon Sancho (60. Mason Mount), Harry Kane , Raheem Sterling Cheftrainer: Gareth Southgate | England |
| Dänemark                                              | Braithwaite (52.) | | England |
| 2. Spieltag                                           | | |         |
| 8. September 2020 um 20:45 Uhr in Kopenhagen (Parken) | | |         |
| Schiedsrichter: István Kovács ( Rumänien)             | | |         |

### England – Belgien 2:1 (1:1)
| England                                                                    | England | Belgien | Belgien |
| -------------------------------------------------------------------------- | --- | --- | ------- |
| England                                                                    | \| 3. Spieltag \| \| 11. Oktober 2020 um 17:00 Uhr (18:00 Uhr MESZ) in London (Wembley-Stadion) \| \| Schiedsrichter: Tobias Stieler ( Deutschland) \| | \| 3. Spieltag \| \| 11. Oktober 2020 um 17:00 Uhr (18:00 Uhr MESZ) in London (Wembley-Stadion) \| \| Schiedsrichter: Tobias Stieler ( Deutschland) \| | Belgien |
| England                                                                    | Jordan Pickford – Trent Alexander-Arnold (79. Reece James), Kyle Walker, Harry Maguire, Eric Dier, Kieran Trippier – Mason Mount (89. Jadon Sancho), Declan Rice, Jordan Henderson (65. Kalvin Phillips) – Dominic Calvert-Lewin (65. Harry Kane), Marcus Rashford Cheftrainer: Gareth Southgate | Simon Mignolet – Thomas Meunier, Toby Alderweireld, Jason Denayer, Dedryck Boyata – Timothy Castagne, Axel Witsel, Youri Tielemans – Kevin De Bruyne (73. Yari Verschaeren), Romelu Lukaku, Yannick Carrasco (83. Jérémy Doku) Cheftrainer: Roberto Martínez ( Spanien) | Belgien |
| England                                                                    | 1:1 Rashford (39., Foulelfmeter) 2:1 Mount (65.) | 0:1 Lukaku (16., Foulelfmeter) | Belgien |
| England                                                                    | Rice (32.) | Meunier (38.) | Belgien |
| 3. Spieltag                                                                | | |         |
| 11. Oktober 2020 um 17:00 Uhr (18:00 Uhr MESZ) in London (Wembley-Stadion) | | |         |
| Schiedsrichter: Tobias Stieler ( Deutschland)                              | | |         |

### Island – Dänemark 0:3 (0:1)
| Island                                                                     | Island | Dänemark | Dänemark |
| -------------------------------------------------------------------------- | --- | --- | -------- |
| Island                                                                     | \| 3. Spieltag \| \| 11. Oktober 2020 um 18:45 Uhr (20:45 MESZ) in Reykjavík (Laugardalsvöllur) \| \| Zuschauer: 60 \| \| Schiedsrichter: Bojan Pandžić ( Schweden) \| | \| 3. Spieltag \| \| 11. Oktober 2020 um 18:45 Uhr (20:45 MESZ) in Reykjavík (Laugardalsvöllur) \| \| Zuschauer: 60 \| \| Schiedsrichter: Bojan Pandžić ( Schweden) \| | Dänemark |
| Island                                                                     | Hannes Þór Halldórsson – Victor Pálsson, Sverrir Ingi Ingason, Ragnar Sigurðsson (73. Hólmar Örn Eyjólfsson), Hörður Björgvin Magnússon – Rúnar Már Sigurjónsson, Aron Gunnarsson (46. Mikael Anderson), Birkir Bjarnason, Arnór Ingvi Traustason (68. Albert Guðmundsson) – Gylfi Sigurðsson, Alfreð Finnbogason (12. Jón Daði Böðvarsson) Cheftrainer: Erik Hamrén ( Schweden) | Kasper Schmeichel – Daniel Wass, Simon Kjær , Andreas Christensen, Robert Skov (79. Joakim Mæhle) – Thomas Delaney, Christian Eriksen, Pierre Emile Højbjerg – Martin Braithwaite (87. Zanka), Kasper Dolberg (79. Pione Sisto), Yussuf Poulsen (66. Andreas Skov Olsen) Cheftrainer: Kasper Hjulmand | Dänemark |
| Island                                                                     | 0:1 Sigurjónsson (45., Eigentor) 0:2 Eriksen (46.) 0:3 Skov (61.) | | Dänemark |
| Island                                                                     | Böðvarsson (51.), Magnússon (86.) | | Dänemark |
| 3. Spieltag                                                                | | |          |
| 11. Oktober 2020 um 18:45 Uhr (20:45 MESZ) in Reykjavík (Laugardalsvöllur) | | |          |
| Zuschauer: 60                                                              | | |          |
| Schiedsrichter: Bojan Pandžić ( Schweden)                                  | | |          |

### England – Dänemark 0:1 (0:1)
| England                                                                    | England | Dänemark | Dänemark |
| -------------------------------------------------------------------------- | --- | --- | -------- |
| England                                                                    | \| 4. Spieltag \| \| 14. Oktober 2020 um 19:45 Uhr (20:45 Uhr MESZ) in London (Wembley-Stadion) \| \| Schiedsrichter: Jesús Gil Manzano \| \| Spielbericht \| | \| 4. Spieltag \| \| 14. Oktober 2020 um 19:45 Uhr (20:45 Uhr MESZ) in London (Wembley-Stadion) \| \| Schiedsrichter: Jesús Gil Manzano \| \| Spielbericht \| | Dänemark |
| England                                                                    | Jordan Pickford – Reece James, Harry Maguire, Conor Coady, Kyle Walker, Ainsley Maitland-Niles (36. Tyrone Mings) – Kalvin Phillips, Declan Rice (76. Jordan Henderson), Mason Mount (73. Jadon Sancho) – Harry Kane , Marcus Rashford (72. Dominic Calvert-Lewin) Cheftrainer: Gareth Southgate | Kasper Schmeichel – Daniel Wass, Simon Kjær , Andreas Christensen (46. Zanka), Robert Skov (46. Joakim Mæhle) – Pierre Emile Højbjerg (88. Mathias Jensen), Christian Eriksen, Thomas Delaney – Yussuf Poulsen, Kasper Dolberg (37. Pione Sisto), Martin Braithwaite (73. Jannik Vestergaard), Christian Nørgaard (73.), (76. Rasmus Falk) Cheftrainer: Kasper Hjulmand | Dänemark |
| England                                                                    | 0:1 Eriksen (35., Foulelfmeter) | | Dänemark |
| England                                                                    | Maguire (5.), Henderson (85.), Phillips (87.) | Christensen (38.), Højbjerg (45+1.) | Dänemark |
| England                                                                    | Maguire (32.) | | Dänemark |
| England                                                                    | James (90+4.) | | Dänemark |
| 4. Spieltag                                                                | | |          |
| 14. Oktober 2020 um 19:45 Uhr (20:45 Uhr MESZ) in London (Wembley-Stadion) | | |          |
| Schiedsrichter: Jesús Gil Manzano                                          | | |          |
| Spielbericht                                                               | | |          |

### Island – Belgien 1:2 (1:2)
| Island                                                                         | Island | Belgien | Belgien |
| ------------------------------------------------------------------------------ | --- | --- | ------- |
| Island                                                                         | \| 4. Spieltag \| \| 14. Oktober 2020 um 18:45 Uhr (20:45 Uhr MESZ) in Reykjavík (Laugardalsvöllur) \| \| Schiedsrichter: Andris Treimanis \| \| Spielbericht \| | \| 4. Spieltag \| \| 14. Oktober 2020 um 18:45 Uhr (20:45 Uhr MESZ) in Reykjavík (Laugardalsvöllur) \| \| Schiedsrichter: Andris Treimanis \| \| Spielbericht \|                                                                          | Belgien |
| Island                                                                         | Alex Rúnarsson – Birkir Már Sævarsson, Hólmar Örn Eyjólfsson, Sverrir Ingi Ingason, Hörður Björgvin Magnússon (86. Arnór Ingvi Traustason) – Birkir Bjarnason , Victor Pálsson (82. Hjörtur Hermannsson), Rúnar Már Sigurjónsson (69. Jón Dagur Þorsteinsson), Ari Freyr Skúlason – Jón Daði Böðvarsson (69. Viðar Örn Kjartansson), Albert Guðmundsson (82. Kolbeinn Sigþórsson) Cheftrainer: Arnar Viðarsson | Simon Mignolet – Dedryck Boyata, Jason Denayer, Toby Alderweireld – Yannick Carrasco, Youri Tielemans, Axel Witsel – Jérémy Doku (68. Timothy Castagne), Romelu Lukaku, Leandro Trossard (65. Hans Vanaken) Cheftrainer: Roberto Martínez | Belgien |
| Island                                                                         | 1:1 Birkir Már Sævarsson (17.) | 0:1 Lukaku (9.) 1:2 Lukaku (38., Foulelfmeter) | Belgien |
| Island                                                                         | Witsel (85.) | | Belgien |
| 4. Spieltag                                                                    | | |         |
| 14. Oktober 2020 um 18:45 Uhr (20:45 Uhr MESZ) in Reykjavík (Laugardalsvöllur) | | |         |
| Schiedsrichter: Andris Treimanis                                               | | |         |
| Spielbericht                                                                   | | |         |

### Belgien – England 2:0 (2:0)
| Belgien                                                                   | Belgien | England | England |
| ------------------------------------------------------------------------- | --- | --- | ------- |
| Belgien                                                                   | \| 5. Spieltag \| \| 15. November 2020 um 20:45 Uhr in Löwen (King Power at Den Dreef Stadion) \| \| Schiedsrichter: Danny Makkelie ( Niederlande) \|                                                                                           | \| 5. Spieltag \| \| 15. November 2020 um 20:45 Uhr in Löwen (King Power at Den Dreef Stadion) \| \| Schiedsrichter: Danny Makkelie ( Niederlande) \| | England |
| Belgien                                                                   | Thibaut Courtois – Toby Alderweireld, Jason Denayer, Jan Vertonghen – Thomas Meunier, Axel Witsel, Youri Tielemans, Thorgan Hazard – Dries Mertens (83. Dennis Praet), Kevin De Bruyne – Romelu Lukaku Cheftrainer: Roberto Martínez ( Spanien) | Jordan Pickford – Tyrone Mings, Eric Dier, Kyle Walker – Kieran Trippier (70. Jadon Sancho), Declan Rice, Jordan Henderson (46. Harry Winks), Ben Chilwell (38. Bukayo Saka) – Jack Grealish, Mason Mount (69. Dominic Calvert-Lewin) – Harry Kane Cheftrainer: Gareth Southgate | England |
| Belgien                                                                   | 1:0 Tielemans (10.) 2:0 Mertens (24.) | | England |
| Belgien                                                                   | Witsel (44.), Alderweireld (51.), Meunier (54.) | | England |
| 5. Spieltag                                                               | | |         |
| 15. November 2020 um 20:45 Uhr in Löwen (King Power at Den Dreef Stadion) | | |         |
| Schiedsrichter: Danny Makkelie ( Niederlande)                             | | |         |

### Dänemark – Island 2:1 (1:0)
| Dänemark                                              | Dänemark | Island | Island |
| ----------------------------------------------------- | --- | --- | ------ |
| Dänemark                                              | \| 5. Spieltag \| \| 15. November 2020 um 20:45 Uhr in Kopenhagen (Parken) \| \| Schiedsrichter: Halil Umut Meler ( Türkei) \| | \| 5. Spieltag \| \| 15. November 2020 um 20:45 Uhr in Kopenhagen (Parken) \| \| Schiedsrichter: Halil Umut Meler ( Türkei) \| | Island |
| Dänemark                                              | Kasper Schmeichel (46. Frederik Rønnow) – Daniel Wass, Simon Kjær , Jannik Vestergaard (90. Jonas Wind), Jens Stryger Larsen – Mathias Jensen (68. Jens Jønsson), Andreas Christensen, Thomas Delaney – Christian Eriksen, Martin Braithwaite (76. Lucas Andersen) – Yussuf Poulsen Cheftrainer: Kasper Hjulmand | Alex Rúnarsson – Birkir Már Sævarsson, Hólmar Örn Eyjólfsson, Sverrir Ingi Ingason, Hörður Björgvin Magnússon – Arnór Sigurðsson (70. Aron Gunnarsson), Gylfi Sigurðsson , Birkir Bjarnason (46. Victor Pálsson), Ari Freyr Skúlason – Albert Guðmundsson (74. Alfreð Finnbogason), Jón Daði Böðvarsson (70. Viðar Örn Kjartansson) Cheftrainer: Erik Hamrén ( Schweden) | Island |
| Dänemark                                              | 1:0 Eriksen (12., Foulelfmeter) 2:1 Eriksen (90.+2, Handelfmeter) | 1:1 Kjartansson (85.) | Island |
| Dänemark                                              | Wass (67.) | Skúlason (11.), Sævarsson (89.), Magnússon (90.+1) | Island |
| 5. Spieltag                                           | | |        |
| 15. November 2020 um 20:45 Uhr in Kopenhagen (Parken) | | |        |
| Schiedsrichter: Halil Umut Meler ( Türkei)            | | |        |

### Belgien – Dänemark 4:2 (1:1)
| Belgien                                                                   | Belgien | Dänemark | Dänemark |
| ------------------------------------------------------------------------- | --- | --- | -------- |
| Belgien                                                                   | \| 6. Spieltag \| \| 18. November 2020 um 20:45 Uhr in Löwen (King Power at Den Dreef Stadion) \| \| Schiedsrichter: Slavko Vinčić ( Slowenien) \| | \| 6. Spieltag \| \| 18. November 2020 um 20:45 Uhr in Löwen (King Power at Den Dreef Stadion) \| \| Schiedsrichter: Slavko Vinčić ( Slowenien) \| | Dänemark |
| Belgien                                                                   | Thibaut Courtois – Toby Alderweireld, Jason Denayer, Jan Vertonghen (90.+1 Dedryck Boyata) – Kevin De Bruyne, Youri Tielemans, Leander Dendoncker, Nacer Chadli – Dries Mertens, Romelu Lukaku, Thorgan Hazard (77. Thomas Foket) Cheftrainer: Roberto Martínez ( Spanien) | Kasper Schmeichel – Daniel Wass, Simon Kjær , Andreas Christensen, Joakim Mæhle – Christian Eriksen, Pierre Emile Højbjerg, Thomas Delaney (70. Mathias Jensen) – Yussuf Poulsen (77. Lucas Andersen), Jonas Wind (87. Pione Sisto), Martin Braithwaite Cheftrainer: Kasper Hjulmand | Dänemark |
| Belgien                                                                   | 1:0 Tielemans (3.) 2:1 Lukaku (56.) 3:1 Lukaku (69.) 4:2 De Bruyne (87.) | 1:1 Wind (17.) 3:2 Chadli (86., Eigentor) | Dänemark |
| Belgien                                                                   | Mertens (50.) | | Dänemark |
| 6. Spieltag                                                               | | |          |
| 18. November 2020 um 20:45 Uhr in Löwen (King Power at Den Dreef Stadion) | | |          |
| Schiedsrichter: Slavko Vinčić ( Slowenien)                                | | |          |

### England – Island 4:0 (2:0)
| England                                                                    | England | Island | Island |
| -------------------------------------------------------------------------- | --- | --- | ------ |
| England                                                                    | \| 6. Spieltag \| \| 18. November 2020 um 19:45 Uhr (20:45 Uhr MEZ) in London (Wembley-Stadion) \| \| Schiedsrichter: Fábio Veríssimo ( Portugal) \| | \| 6. Spieltag \| \| 18. November 2020 um 19:45 Uhr (20:45 Uhr MEZ) in London (Wembley-Stadion) \| \| Schiedsrichter: Fábio Veríssimo ( Portugal) \| | Island |
| England                                                                    | Jordan Pickford – Kyle Walker (64. Tyrone Mings), Harry Maguire, Eric Dier – Kieran Trippier (85. Ainsley Maitland-Niles), Mason Mount (64. Harry Winks), Declan Rice, Phil Foden, Bukayo Saka – Harry Kane (76. Tammy Abraham), Jack Grealish (76. Jadon Sancho) Cheftrainer: Gareth Southgate | Ögmundur Kristinsson (46. Hannes Þór Halldórsson) – Birkir Már Sævarsson, Sverrir Ingi Ingason, Kári Árnason , Hjörtur Hermannsson – Rúnar Már Sigurjónsson (62. Hólmar Örn Eyjólfsson), Birkir Bjarnason (88. Ísak Jóhannesson), Victor Pálsson, Ari Freyr Skúlason – Albert Guðmundsson (73. Jón Dagur Þorsteinsson), Jón Daði Böðvarsson (73. Kolbeinn Sigþórsson) Cheftrainer: Erik Hamrén ( Schweden) | Island |
| England                                                                    | 1:0 Rice (20.) 2:0 Mount (24.) 3:0 Foden (80.) 4:0 Foden (84.) | | Island |
| England                                                                    | Walker (13.) | Ingason (49.), Árnason (73.) | Island |
| England                                                                    | Sævarsson (54.) | | Island |
| 6. Spieltag                                                                | | |        |
| 18. November 2020 um 19:45 Uhr (20:45 Uhr MEZ) in London (Wembley-Stadion) | | |        |
| Schiedsrichter: Fábio Veríssimo ( Portugal)                                | | |        |

## Gruppe 3
| Pl. | Land          | Sp. | S | U | N | Tore    | Diff. | Punkte |
| --- | ------------- | --- | - | - | - | ------- | ----- | ------ |
| 1.  | Frankreich    | 6   | 5 | 1 | 0 | 012:500 | +7    | 16     |
| 2.  | Portugal (TV) | 6   | 4 | 1 | 1 | 012:400 | +8    | 13     |
| 3.  | Kroatien      | 6   | 1 | 0 | 5 | 009:160 | −7    | 03     |
| 4.  | Schweden      | 6   | 1 | 0 | 5 | 005:130 | −8    | 03     |

### Portugal – Kroatien 4:1 (1:0)
| Portugal                                                                     | Portugal | Kroatien | Kroatien |
| ---------------------------------------------------------------------------- | --- | --- | -------- |
| Portugal                                                                     | \| 1. Spieltag \| \| 5. September 2020 um 19:45 Uhr (20:45 Uhr MESZ) in Porto (Estádio do Dragão) \| \| Schiedsrichter: Davide Massa ( Italien) \|                                                                                               | \| 1. Spieltag \| \| 5. September 2020 um 19:45 Uhr (20:45 Uhr MESZ) in Porto (Estádio do Dragão) \| \| Schiedsrichter: Davide Massa ( Italien) \| | Kroatien |
| Portugal                                                                     | Anthony Lopes – João Cancelo, Pepe, Rúben Dias, Raphaël Guerreiro – João Moutinho (81. Sérgio Oliveira), Danilo, Bruno Fernandes – Diogo Jota, João Félix (87. André Silva), Bernardo Silva (78. Francisco Trincão) Cheftrainer: Fernando Santos | Dominik Livaković – Tin Jedvaj, Dejan Lovren, Domagoj Vida , Borna Barišić – Mario Pašalić (61. Marcelo Brozović), Mateo Kovačić – Josip Brekalo (61. Ivan Perišić), Nikola Vlašić, Ante Rebić – Andrej Kramarić (74. Bruno Petković) Cheftrainer: Zlatko Dalić | Kroatien |
| Portugal                                                                     | 1:0 João Cancelo (41.) 2:0 Diogo Jota (58.) 3:0 João Félix (70.) 4:1 André Silva (90.+5') | 3:1 Petković (90.+1') | Kroatien |
| Portugal                                                                     | Jedvaj (60.), Barišić (71.) | | Kroatien |
| 1. Spieltag                                                                  | | |          |
| 5. September 2020 um 19:45 Uhr (20:45 Uhr MESZ) in Porto (Estádio do Dragão) | | |          |
| Schiedsrichter: Davide Massa ( Italien)                                      | | |          |

### Schweden – Frankreich 0:1 (0:1)
| Schweden                                                | Schweden | Frankreich | Frankreich |
| ------------------------------------------------------- | --- | --- | ---------- |
| Schweden                                                | \| 1. Spieltag \| \| 5. September 2020 um 20:45 Uhr in Solna (Friends Arena) \| \| Schiedsrichter: Szymon Marciniak ( Polen) \| | \| 1. Spieltag \| \| 5. September 2020 um 20:45 Uhr in Solna (Friends Arena) \| \| Schiedsrichter: Szymon Marciniak ( Polen) \| | Frankreich |
| Schweden                                                | Robin Olsen – Mikael Lustig, Pontus Jansson, Victor Lindelöf, Pierre Bengtsson (88. Ken Sema) – Sebastian Larsson (70. Dejan Kulusevski), Kristoffer Olsson, Albin Ekdal, Emil Forsberg – Robin Quaison (77. John Guidetti), Marcus Berg Cheftrainer: Janne Andersson | Hugo Lloris – Presnel Kimpembe, Raphaël Varane, Léo Dubois (88. Ferland Mendy) – Dayot Upamecano, Adrien Rabiot, Antoine Griezmann, N’Golo Kanté, Lucas Digne – Kylian Mbappé (77. Anthony Martial), Olivier Giroud (90.+2' Steven Nzonzi) Cheftrainer: Didier Deschamps | Frankreich |
| Schweden                                                | 0:1 Mbappé (41.) | | Frankreich |
| Schweden                                                | Lindelöf (90.+4') | Upamecano (3.) | Frankreich |
| Schweden                                                | Griezmann schießt Foulelfmeter über das Tor (90.+5') | | Frankreich |
| 1. Spieltag                                             | | |            |
| 5. September 2020 um 20:45 Uhr in Solna (Friends Arena) | | |            |
| Schiedsrichter: Szymon Marciniak ( Polen)               | | |            |

### Frankreich – Kroatien 4:2 (2:1)
| Frankreich                                                      | Frankreich | Kroatien | Kroatien |
| --------------------------------------------------------------- | --- | --- | -------- |
| Frankreich                                                      | \| 2. Spieltag \| \| 8. September 2020 um 20:45 Uhr in Saint-Denis (Stade de France) \| \| Schiedsrichter: Ovidiu Hațegan ( Rumänien) \| | \| 2. Spieltag \| \| 8. September 2020 um 20:45 Uhr in Saint-Denis (Stade de France) \| \| Schiedsrichter: Ovidiu Hațegan ( Rumänien) \| | Kroatien |
| Frankreich                                                      | Hugo Lloris – Dayot Upamecano, Clément Lenglet, Lucas Hernández – Moussa Sissoko, N’Golo Kanté (63. Eduardo Camavinga), Steven Nzonzi, Ferland Mendy – Antoine Griezmann (77. Nabil Fekir) – Wissam Ben Yedder (63. Olivier Giroud), Anthony Martial Cheftrainer: Didier Deschamps | Dominik Livaković – Filip Uremović (57. Domagoj Vida), Dejan Lovren, Duje Ćaleta-Car, Dario Melnjak – Mateo Kovačić, Marcelo Brozović, Nikola Vlašić – Ante Rebić (46. Josip Brekalo), Andrej Kramarić, Ivan Perišić (66. Mario Pašalić) Cheftrainer: Zlatko Dalić | Kroatien |
| Frankreich                                                      | 1:1 Griezmann (43.) 2:1 Livaković (45.+1', Eigentor) 3:2 Upamecano (65.) 4:2 Giroud (77., Handelfmeter) | 0:1 Lovren (17.) 2:2 Brekalo (55.) | Kroatien |
| Frankreich                                                      | Lenglet (38.), Kanté (59.), Nzonzi (68.) | Ćaleta-Car (34.), Brozović (76.), Lovren (76.) | Kroatien |
| 2. Spieltag                                                     | | |          |
| 8. September 2020 um 20:45 Uhr in Saint-Denis (Stade de France) | | |          |
| Schiedsrichter: Ovidiu Hațegan ( Rumänien)                      | | |          |

### Schweden – Portugal 0:2 (0:1)
| Schweden                                                | Schweden | Portugal | Portugal |
| ------------------------------------------------------- | --- | --- | -------- |
| Schweden                                                | \| 2. Spieltag \| \| 8. September 2020 um 20:45 Uhr in Solna (Friends Arena) \| \| Schiedsrichter: Danny Makkelie ( Niederlande) \| | \| 2. Spieltag \| \| 8. September 2020 um 20:45 Uhr in Solna (Friends Arena) \| \| Schiedsrichter: Danny Makkelie ( Niederlande) \| | Portugal |
| Schweden                                                | Robin Olsen – Emil Krafth, Filip Helander, Pontus Jansson, Ludwig Augustinsson – Dejan Kulusevski (90. Albin Ekdal), Kristoffer Olsson, Gustav Svensson, Emil Forsberg (79. Mattias Svanberg) – Alexander Isak (71. Robin Quaison), Marcus Berg Cheftrainer: Janne Andersson | Anthony Lopes – João Cancelo, Rúben Dias, Pepe, Raphaël Guerreiro – Danilo, Bruno Fernandes, João Moutinho (73. Rúben Neves) – Cristiano Ronaldo (81. Diogo Jota), João Félix, Bernardo Silva (22. Gonçalo Guedes) Cheftrainer: Fernando Santos | Portugal |
| Schweden                                                | 0:1 Cristiano Ronaldo (45.+1') 0:2 Cristiano Ronaldo (72.) | | Portugal |
| Schweden                                                | Guerreiro (57.), João Félix (86.) | | Portugal |
| Schweden                                                | Svensson (44.) | | Portugal |
| 2. Spieltag                                             | | |          |
| 8. September 2020 um 20:45 Uhr in Solna (Friends Arena) | | |          |
| Schiedsrichter: Danny Makkelie ( Niederlande)           | | |          |

### Kroatien – Schweden 2:1 (1:0)
| Kroatien                                                   | Kroatien | Schweden | Schweden |
| ---------------------------------------------------------- | --- | --- | -------- |
| Kroatien                                                   | \| 3. Spieltag \| \| 11. Oktober 2020 um 18:00 Uhr in Zagreb (Stadion Maksimir) \| \| Zuschauer: 2.020 \| \| Schiedsrichter: John Beaton ( Schottland) \| | \| 3. Spieltag \| \| 11. Oktober 2020 um 18:00 Uhr in Zagreb (Stadion Maksimir) \| \| Zuschauer: 2.020 \| \| Schiedsrichter: John Beaton ( Schottland) \| | Schweden |
| Kroatien                                                   | Dominik Livaković – Filip Uremović, Dejan Lovren, Duje Ćaleta-Car, Dario Melnjak (74. Andrej Kramarić) – Marcelo Brozović – Mateo Kovačić (61. Mario Pašalić), Luka Modrić , Nikola Vlašić – Josip Brekalo (74. Domagoj Bradarić), Ivan Perišić (85. Bruno Petković) Cheftrainer: Zlatko Dalić | Robin Olsen – Mikael Lustig, Victor Lindelöf, Pontus Jansson, Ludwig Augustinsson – Dejan Kulusevski, Kristoffer Olsson, Albin Ekdal (83. Sebastian Larsson), Emil Forsberg – Alexander Isak (65. Viktor Claesson), Marcus Berg Cheftrainer: Janne Andersson | Schweden |
| Kroatien                                                   | 1:0 Vlašić (32.) 2:1 Kramarić (84.) | 1:1 Berg (66.) | Schweden |
| Kroatien                                                   | Kovačić (2.), Brozović (45.) | Larsson (90.+4') | Schweden |
| 3. Spieltag                                                | | |          |
| 11. Oktober 2020 um 18:00 Uhr in Zagreb (Stadion Maksimir) | | |          |
| Zuschauer: 2.020                                           | | |          |
| Schiedsrichter: John Beaton ( Schottland)                  | | |          |

### Frankreich – Portugal 0:0
| Frankreich                                                     | Frankreich | Portugal | Portugal |
| -------------------------------------------------------------- | --- | --- | -------- |
| Frankreich                                                     | \| 3. Spieltag \| \| 11. Oktober 2020 um 20:45 Uhr in Saint-Denis (Stade de France) \| \| Zuschauer: 1.000 \| \| Schiedsrichter: Carlos del Cerro Grande ( Spanien) \|                                                                                   | \| 3. Spieltag \| \| 11. Oktober 2020 um 20:45 Uhr in Saint-Denis (Stade de France) \| \| Zuschauer: 1.000 \| \| Schiedsrichter: Carlos del Cerro Grande ( Spanien) \| | Portugal |
| Frankreich                                                     | Hugo Lloris – Benjamin Pavard, Raphaël Varane, Presnel Kimpembe, Lucas Hernández – N’Golo Kanté – Adrien Rabiot, Paul Pogba – Antoine Griezmann – Kylian Mbappé (84. Kingsley Coman), Olivier Giroud (74. Anthony Martial) Cheftrainer: Didier Deschamps | Rui Patrício – Nélson Semedo, Rúben Dias, Pepe, Raphaël Guerreiro (89. João Cancelo) – Danilo, Bruno Fernandes (80. Renato Sanches), William Carvalho (88. João Moutinho) – Cristiano Ronaldo , João Félix (89. Francisco Trincão), Bernardo Silva (61. Diogo Jota) Cheftrainer: Fernando Santos | Portugal |
| Frankreich                                                     | Rúben Dias (2.) | | Portugal |
| 3. Spieltag                                                    | | |          |
| 11. Oktober 2020 um 20:45 Uhr in Saint-Denis (Stade de France) | | |          |
| Zuschauer: 1.000                                               | | |          |
| Schiedsrichter: Carlos del Cerro Grande ( Spanien)             | | |          |

### Kroatien – Frankreich 1:2 (0:1)
| Kroatien                                                   | Kroatien | Frankreich | Frankreich |
| ---------------------------------------------------------- | --- | --- | ---------- |
| Kroatien                                                   | \| 4. Spieltag \| \| 14. Oktober 2020 um 20:45 Uhr in Zagreb (Stadion Maksimir) \| \| Schiedsrichter: Björn Kuipers ( Niederlande) \| | \| 4. Spieltag \| \| 14. Oktober 2020 um 20:45 Uhr in Zagreb (Stadion Maksimir) \| \| Schiedsrichter: Björn Kuipers ( Niederlande) \| | Frankreich |
| Kroatien                                                   | Dominik Livaković – Filip Uremović, Dejan Lovren, Domagoj Vida, Borna Barišić – Milan Badelj (46. Mateo Kovačić), Luka Modrić – Mario Pašalić (46. Josip Brekalo), Nikola Vlašić (80. Andrej Kramarić), Ivan Perišić (78. Domagoj Bradarić) – Bruno Petković (61. Ante Budimir) Cheftrainer: Zlatko Dalić | Hugo Lloris – Ferland Mendy, Raphaël Varane, Clément Lenglet, Lucas Digne (83. Lucas Hernández) – Corentin Tolisso (63. Eduardo Camavinga), Steven Nzonzi, Adrien Rabiot (74. Paul Pogba) – Antoine Griezmann (83. Olivier Giroud) – Kylian Mbappé, Anthony Martial (63. Kingsley Coman) Cheftrainer: Didier Deschamps | Frankreich |
| Kroatien                                                   | 1:1 Vlašić (64.) | 0:1 Griezmann (8.) 1:2 Mbappé (79.) | Frankreich |
| Kroatien                                                   | Vlašić (5.), Uremović (56.), Lovren (90.+2') | Digne (4.), Pogba (90.+1') | Frankreich |
| 4. Spieltag                                                | | |            |
| 14. Oktober 2020 um 20:45 Uhr in Zagreb (Stadion Maksimir) | | |            |
| Schiedsrichter: Björn Kuipers ( Niederlande)               | | |            |

### Portugal – Schweden 3:0 (2:0)
| Portugal                                                                               | Portugal | Schweden | Schweden |
| -------------------------------------------------------------------------------------- | --- | --- | -------- |
| Portugal                                                                               | \| 4. Spieltag \| \| 14. Oktober 2020 um 19:45 Uhr (20:45 Uhr MESZ) in Lissabon (Estádio José Alvalade XXI) \| \| Schiedsrichter: Srđan Jovanović ( Serbien) \| | \| 4. Spieltag \| \| 14. Oktober 2020 um 19:45 Uhr (20:45 Uhr MESZ) in Lissabon (Estádio José Alvalade XXI) \| \| Schiedsrichter: Srđan Jovanović ( Serbien) \| | Schweden |
| Portugal                                                                               | Rui Patrício – João Cancelo, Pepe , Rúben Dias, Raphaël Guerreiro – William Carvalho (80. João Moutinho), Bruno Fernandes (86. Renato Sanches), Danilo Pereira – Diogo Jota (86. Rafa Silva), João Félix (75. Daniel Podence), Bernardo Silva (75. André Silva) Cheftrainer: Fernando Santos | Robin Olsen – Mikael Lustig (54. Mattias Johansson), Pontus Jansson, Victor Lindelöf, Pierre Bengtsson – Dejan Kulusevski (88. Sebastian Larsson), Kristoffer Olsson, Albin Ekdal, Viktor Claesson – Marcus Berg (88. Martin Olsson), Robin Quaison (62. Alexander Isak) Cheftrainer: Janne Andersson | Schweden |
| Portugal                                                                               | 1:0 Bernardo Silva (21.) 2:0 Diogo Jota (44.) 3:0 Diogo Jota (72.) | | Schweden |
| Portugal                                                                               | Diogo Jota (52.), Bruno Fernandes (85.) | Ekdal (36.), K. Olsson (57.), Jansson (62.), Berg (79.) | Schweden |
| 4. Spieltag                                                                            | | |          |
| 14. Oktober 2020 um 19:45 Uhr (20:45 Uhr MESZ) in Lissabon (Estádio José Alvalade XXI) | | |          |
| Schiedsrichter: Srđan Jovanović ( Serbien)                                             | | |          |

### Portugal – Frankreich 0:1 (0:0)
| Portugal                                                                    | Portugal | Frankreich | Frankreich |
| --------------------------------------------------------------------------- | --- | --- | ---------- |
| Portugal                                                                    | \| 5. Spieltag \| \| 14. November 2020 um 19:45 Uhr (20:45 Uhr MEZ) in Lissabon (Estádio da Luz) \| \| Schiedsrichter: Tobias Stieler ( Deutschland) \| | \| 5. Spieltag \| \| 14. November 2020 um 19:45 Uhr (20:45 Uhr MEZ) in Lissabon (Estádio da Luz) \| \| Schiedsrichter: Tobias Stieler ( Deutschland) \|                                                                                                | Frankreich |
| Portugal                                                                    | Rui Patrício – João Cancelo, José Fonte, Rúben Dias, Raphaël Guerreiro – Danilo Pereira (84. Sérgio Oliveira), William Carvalho (56. Diogo Jota) – Bruno Fernandes (72. João Moutinho) – João Félix (84. Paulinho), Cristiano Ronaldo , Bernardo Silva (72. Francisco Trincão) Cheftrainer: Fernando Santos | Hugo Lloris – Benjamin Pavard, Raphaël Varane, Presnel Kimpembe, Lucas Hernández – Adrien Rabiot, N’Golo Kanté, Paul Pogba – Kingsley Coman (59. Marcus Thuram), Anthony Martial (79. Olivier Giroud), Antoine Griezmann Cheftrainer: Didier Deschamps | Frankreich |
| Portugal                                                                    | 0:1 Kanté (53.) | | Frankreich |
| Portugal                                                                    | Danilo Pereira (31.) | Lloris (62.), Kanté (79.), Hernández (82.) | Frankreich |
| 5. Spieltag                                                                 | | |            |
| 14. November 2020 um 19:45 Uhr (20:45 Uhr MEZ) in Lissabon (Estádio da Luz) | | |            |
| Schiedsrichter: Tobias Stieler ( Deutschland)                               | | |            |

### Schweden – Kroatien 2:1 (2:0)
| Schweden                                                | Schweden | Kroatien | Kroatien |
| ------------------------------------------------------- | --- | --- | -------- |
| Schweden                                                | \| 5. Spieltag \| \| 14. November 2020 um 20:45 Uhr in Solna (Friends Arena) \| \| Schiedsrichter: Daniel Siebert ( Deutschland) \| | \| 5. Spieltag \| \| 14. November 2020 um 20:45 Uhr in Solna (Friends Arena) \| \| Schiedsrichter: Daniel Siebert ( Deutschland) \| | Kroatien |
| Schweden                                                | Robin Olsen – Mikael Lustig, Victor Lindelöf, Marcus Danielson, Pierre Bengtsson – Sebastian Larsson, Kristoffer Olsson, Albin Ekdal, Emil Forsberg – Marcus Berg , Dejan Kulusevski (74. Viktor Claesson) Cheftrainer: Peter Wettergren | Dominik Livaković – Filip Uremović (41. Josip Juranović), Marin Pongračić (77. Dario Melnjak), Duje Ćaleta-Car, Borna Barišić – Luka Modrić , Mateo Kovačić (77. Marko Rog) – Josip Brekalo (77. Bruno Petković), Nikola Vlašić, Ivan Perišić – Ante Budimir (63. Mario Pašalić) Cheftrainer: Zlatko Dalić | Kroatien |
| Schweden                                                | 1:0 Kulusevski (36.) 2:0 Danielson (45.+2') | 2:1 Danielson (82., Eigentor) | Kroatien |
| Schweden                                                | Ekdal (86.) | Ćaleta-Car (35.), Brekalo (68.) | Kroatien |
| 5. Spieltag                                             | | |          |
| 14. November 2020 um 20:45 Uhr in Solna (Friends Arena) | | |          |
| Schiedsrichter: Daniel Siebert ( Deutschland)           | | |          |

### Kroatien – Portugal 2:3 (1:0)
| Kroatien                                                 | Kroatien | Portugal | Portugal |
| -------------------------------------------------------- | --- | --- | -------- |
| Kroatien                                                 | \| 6. Spieltag \| \| 17. November 2020 um 20:45 Uhr in Split (Stadion Poljud) \| \| Schiedsrichter: Michael Oliver ( England) \| | \| 6. Spieltag \| \| 17. November 2020 um 20:45 Uhr in Split (Stadion Poljud) \| \| Schiedsrichter: Michael Oliver ( England) \| | Portugal |
| Kroatien                                                 | Dominik Livaković – Josip Juranović, Dejan Lovren, Mile Škorić, Domagoj Bradarić – Marko Rog – Luka Modrić , Mateo Kovačić (90. Toma Bašić) – Mario Pašalić (64. Josip Brekalo) – Nikola Vlašić (83. Mislav Oršić), Ivan Perišić Cheftrainer: Zlatko Dalić | Rui Patrício – Nélson Semedo, Rúben Dias, Rúben Semedo, Mário Rui (71. João Cancelo) – Danilo Pereira (77. Sérgio Oliveira), João Moutinho, Bruno Fernandes (46. Francisco Trincão) – João Félix (71. Bernardo Silva), Cristiano Ronaldo , Diogo Jota (77. Paulinho) Cheftrainer: Fernando Santos | Portugal |
| Kroatien                                                 | 1:0 Kovačić (29.) 2:2 Kovačić (65.) | 1:1 Rúben Dias (52.) 1:2 João Félix (60.) 2:3 Rúben Dias (90.) | Portugal |
| Kroatien                                                 | Perišić (54.) | Cristiano Ronaldo (54.) | Portugal |
| Kroatien                                                 | Rog (51.) | | Portugal |
| 6. Spieltag                                              | | |          |
| 17. November 2020 um 20:45 Uhr in Split (Stadion Poljud) | | |          |
| Schiedsrichter: Michael Oliver ( England)                | | |          |

### Frankreich – Schweden 4:2 (2:1)
| Frankreich                                                      | Frankreich | Schweden | Schweden |
| --------------------------------------------------------------- | --- | --- | -------- |
| Frankreich                                                      | \| 6. Spieltag \| \| 17. November 2020 um 20:45 Uhr in Saint-Denis (Stade de France) \| \| Schiedsrichter: Aljaksej Kulbakou ( Belarus) \| | \| 6. Spieltag \| \| 17. November 2020 um 20:45 Uhr in Saint-Denis (Stade de France) \| \| Schiedsrichter: Aljaksej Kulbakou ( Belarus) \| | Schweden |
| Frankreich                                                      | Hugo Lloris – Benjamin Pavard, Raphaël Varane (46. Kurt Zouma), Presnel Kimpembe, Lucas Hernández (46. Lucas Digne) – Moussa Sissoko, Paul Pogba, Adrien Rabiot (78. Steven Nzonzi), Marcus Thuram (57. Kylian Mbappé) – Olivier Giroud (84. Kingsley Coman), Antoine Griezmann Cheftrainer: Didier Deschamps | Robin Olsen – Mikael Lustig (67. Emil Krafth), Victor Lindelöf (66. Filip Helander), Marcus Danielson, Pierre Bengtsson – Sebastian Larsson (87. Jens-Lys Cajuste), Kristoffer Olsson, Viktor Claesson (66. Robin Quaison), Emil Forsberg – Dejan Kulusevski, Marcus Berg (86. Alexander Isak) Cheftrainer: Peter Wettergren | Schweden |
| Frankreich                                                      | 1:1 Giroud (16.) 2:1 Pavard (36.) 3:1 Giroud (59.) 4:2 Coman (90.+5') | 0:1 Claesson (4.) 3:2 Quaison (88.) | Schweden |
| Frankreich                                                      | Olsson (28.), Larsson (90.+2') | | Schweden |
| 6. Spieltag                                                     | | |          |
| 17. November 2020 um 20:45 Uhr in Saint-Denis (Stade de France) | | |          |
| Schiedsrichter: Aljaksej Kulbakou ( Belarus)                    | | |          |

## Gruppe 4
| Pl. | Land        | Sp. | S | U | N | Tore    | Diff. | Punkte |
| --- | ----------- | --- | - | - | - | ------- | ----- | ------ |
| 1.  | Spanien     | 6   | 3 | 2 | 1 | 013:300 | +10   | 11     |
| 2.  | Deutschland | 6   | 2 | 3 | 1 | 010:130 | −3    | 09     |
| 3.  | Schweiz     | 6   | 1 | 3 | 2 | 009:800 | +1    | 06     |
| 4.  | Ukraine     | 6   | 2 | 0 | 4 | 005:130 | −8    | 06     |

### Deutschland – Spanien 1:1 (0:0)
| Deutschland                                                       | Deutschland | Spanien | Spanien |
| ----------------------------------------------------------------- | --- | --- | ------- |
| Deutschland                                                       | \| 1. Spieltag \| \| 3. September 2020 um 20:45 Uhr in Stuttgart (Mercedes-Benz Arena) \| \| Schiedsrichter: Daniele Orsato ( Italien) \| | \| 1. Spieltag \| \| 3. September 2020 um 20:45 Uhr in Stuttgart (Mercedes-Benz Arena) \| \| Schiedsrichter: Daniele Orsato ( Italien) \|                                                                    | Spanien |
| Deutschland                                                       | Kevin Trapp – Thilo Kehrer, Niklas Süle, Emre Can, Robin Gosens – Antonio Rüdiger, Toni Kroos – Julian Draxler, İlkay Gündoğan (74. Suat Serdar), Leroy Sané (62. Matthias Ginter) – Timo Werner (90.+1' Robin Koch) Cheftrainer: Joachim Löw | David de Gea – Dani Carvajal, Sergio Ramos , Pau, José Gayà – Fabián (80. Óscar), Sergio Busquets (57. Mikel Merino), Thiago – Jesús Navas (46. Ansu Fati), Rodrigo, Ferrán Torres Cheftrainer: Luis Enrique | Spanien |
| Deutschland                                                       | 1:0 Werner (51.) | 1:1 Gayà (90.+6') | Spanien |
| 1. Spieltag                                                       | | |         |
| 3. September 2020 um 20:45 Uhr in Stuttgart (Mercedes-Benz Arena) | | |         |
| Schiedsrichter: Daniele Orsato ( Italien)                         | | |         |

### Ukraine – Schweiz 2:1 (1:1)
| Ukraine                                                              | Ukraine | Schweiz | Schweiz |
| -------------------------------------------------------------------- | --- | --- | ------- |
| Ukraine                                                              | \| 1. Spieltag \| \| 3. September 2020 um 21:45 Uhr (20:45 Uhr MESZ) in Lwiw (Arena Lwiw) \| \| Schiedsrichter: Andreas Ekberg ( Schweden) \| | \| 1. Spieltag \| \| 3. September 2020 um 21:45 Uhr (20:45 Uhr MESZ) in Lwiw (Arena Lwiw) \| \| Schiedsrichter: Andreas Ekberg ( Schweden) \| | Schweiz |
| Ukraine                                                              | Andrij Pjatow – Oleksandr Tymtschyk, Serhij Krywzow, Mykola Matwijenko, Bohdan Mychajlitschenko – Taras Stepanenko, Ruslan Malinowskyj – Andrij Jarmolenko, Oleksandr Sintschenko, Jewhen Konopljanka (54. Roman Jaremtschuk) – Júnior Moraes Cheftrainer: Andrij Schewtschenko | Yann Sommer – Kevin Mbabu, Nico Elvedi, Manuel Akanji, Ricardo Rodríguez, Steven Zuber (46. Renato Steffen) – Breel Embolo, Djibril Sow (82. Michel Aebischer), Granit Xhaka , Ruben Vargas (73. Albian Ajeti) – Haris Seferović Cheftrainer: Vladimir Petković | Schweiz |
| Ukraine                                                              | 1:0 Jarmolenko (14.) 2:1 Sintschenko (68.) | 1:1 Seferović (41.) | Schweiz |
| Ukraine                                                              | Tymtschyk (86.) | Elvedi (59.), Steffen (83.) | Schweiz |
| 1. Spieltag                                                          | | |         |
| 3. September 2020 um 21:45 Uhr (20:45 Uhr MESZ) in Lwiw (Arena Lwiw) | | |         |
| Schiedsrichter: Andreas Ekberg ( Schweden)                           | | |         |

### Spanien – Ukraine 4:0 (3:0)
| Spanien                                                               | Spanien | Ukraine | Ukraine |
| --------------------------------------------------------------------- | --- | --- | ------- |
| Spanien                                                               | \| 2. Spieltag \| \| 6. September 2020 um 20:45 Uhr in Madrid (Estadio Alfredo Di Stéfano) \| \| Schiedsrichter: Benoît Bastien ( Frankreich) \|                                                               | \| 2. Spieltag \| \| 6. September 2020 um 20:45 Uhr in Madrid (Estadio Alfredo Di Stéfano) \| \| Schiedsrichter: Benoît Bastien ( Frankreich) \| | Ukraine |
| Spanien                                                               | David de Gea – Jesús Navas, Sergio Ramos (61. Eric García), Pau, Sergio Reguilón – Dani Olmo, Rodri (69. Óscar), Thiago, Mikel Merino – Ansu Fati, Gerard Moreno (74. Ferrán Torres) Cheftrainer: Luis Enrique | Andrij Pjatow – Oleksandr Tymtschyk, Mykola Matwijenko, Serhij Krywzow, Bohdan Mychajlitschenko – Ihor Charatin (63. Serhij Sydortschuk), Ruslan Malinowskyj – Andrij Jarmolenko (79. Wiktor Kowalenko), Oleksandr Sintschenko, Roman Jaremtschuk – Marlos (55. Wiktor Zyhankow) Cheftrainer: Andrij Schewtschenko | Ukraine |
| Spanien                                                               | 1:0 Ramos (3., Foulelfmeter) 2:0 Ramos (29.) 3:0 Fati (32.) 4:0 F. Torres (84.) | | Ukraine |
| Spanien                                                               | Rodri (37.) | Malinowskyj (77.) | Ukraine |
| 2. Spieltag                                                           | | |         |
| 6. September 2020 um 20:45 Uhr in Madrid (Estadio Alfredo Di Stéfano) | | |         |
| Schiedsrichter: Benoît Bastien ( Frankreich)                          | | |         |

### Schweiz – Deutschland 1:1 (0:1)
| Schweiz                                                  | Schweiz | Deutschland | Deutschland |
| -------------------------------------------------------- | --- | --- | ----------- |
| Schweiz                                                  | \| 2. Spieltag \| \| 6. September 2020 um 20:45 Uhr in Basel (St. Jakob-Park) \| \| Schiedsrichter: Michael Oliver ( England) \| | \| 2. Spieltag \| \| 6. September 2020 um 20:45 Uhr in Basel (St. Jakob-Park) \| \| Schiedsrichter: Michael Oliver ( England) \| | Deutschland |
| Schweiz                                                  | Yann Sommer – Silvan Widmer, Nico Elvedi, Manuel Akanji, Ricardo Rodríguez (64. Steven Zuber), Loris Benito – Breel Embolo (72. Ruben Vargas), Djibril Sow (80. Michel Aebischer), Granit Xhaka , Renato Steffen – Haris Seferović Cheftrainer: Vladimir Petković | Bernd Leno – Matthias Ginter, Niklas Süle (62. Jonathan Tah), Antonio Rüdiger – Thilo Kehrer, İlkay Gündoğan, Toni Kroos , Robin Gosens (78. Emre Can) – Leroy Sané (46. Julian Brandt), Julian Draxler, Timo Werner Cheftrainer: Joachim Löw | Deutschland |
| Schweiz                                                  | 1:1 Widmer (58.) | 0:1 Gündoğan (14.) | Deutschland |
| Schweiz                                                  | Steffen (49.) | Süle (30.), Draxler (90.+3') | Deutschland |
| 2. Spieltag                                              | | |             |
| 6. September 2020 um 20:45 Uhr in Basel (St. Jakob-Park) | | |             |
| Schiedsrichter: Michael Oliver ( England)                | | |             |

### Spanien – Schweiz 1:0 (1:0)
| Spanien                                                              | Spanien | Schweiz | Schweiz |
| -------------------------------------------------------------------- | --- | --- | ------- |
| Spanien                                                              | \| 3. Spieltag \| \| 10. Oktober 2020 um 20:45 Uhr in Madrid (Estadio Alfredo Di Stéfano) \| \| Schiedsrichter: Ali Palabıyık ( Türkei) \| | \| 3. Spieltag \| \| 10. Oktober 2020 um 20:45 Uhr in Madrid (Estadio Alfredo Di Stéfano) \| \| Schiedsrichter: Ali Palabıyık ( Türkei) \| | Schweiz |
| Spanien                                                              | David de Gea – Jesús Navas, Pau, Sergio Ramos , José Gayà – Mikel Merino, Sergio Busquets – Mikel Oyarzabal (73. Gerard Moreno), Dani Olmo (57. Sergio Canales), Ferrán Torres (88. Rodri) – Ansu Fati (57. Adama Traoré) Cheftrainer: Luis Enrique | Yann Sommer – Silvan Widmer (86. Mario Gavranović), Nico Elvedi, Fabian Schär, Ricardo Rodríguez, Loris Benito (81. Steven Zuber) – Djibril Sow (60. Ruben Vargas), Granit Xhaka , Remo Freuler (86. Edimilson Fernandes) – Haris Seferović, Admir Mehmedi (60. Xherdan Shaqiri) Cheftrainer: Vladimir Petković | Schweiz |
| Spanien                                                              | 1:0 Oyarzabal (14.) | | Schweiz |
| Spanien                                                              | Merino (64.) | Schär (30.), Freuler (75.) | Schweiz |
| 3. Spieltag                                                          | | |         |
| 10. Oktober 2020 um 20:45 Uhr in Madrid (Estadio Alfredo Di Stéfano) | | |         |
| Schiedsrichter: Ali Palabıyık ( Türkei)                              | | |         |

### Ukraine – Deutschland 1:2 (0:1)
| Ukraine                                                                 | Ukraine | Deutschland | Deutschland |
| ----------------------------------------------------------------------- | --- | --- | ----------- |
| Ukraine                                                                 | \| 3. Spieltag \| \| 10. Oktober 2020 um 21:45 Uhr (20:45 Uhr MESZ) in Kiew (Olympiastadion) \| \| Zuschauer: 17.573 \| \| Schiedsrichter: Orel Grinfeld ( Israel) \| | \| 3. Spieltag \| \| 10. Oktober 2020 um 21:45 Uhr (20:45 Uhr MESZ) in Kiew (Olympiastadion) \| \| Zuschauer: 17.573 \| \| Schiedsrichter: Orel Grinfeld ( Israel) \|                                                                                         | Deutschland |
| Ukraine                                                                 | Heorhij Buschtschan – Oleksandr Karawajew, Illja Sabarnyj, Witalij Mykolenko, Eduard Sobol – Ruslan Malinowskyj, Serhij Sydortschuk (84. Jewhenij Makarenko) – Wiktor Kowalenko (76. Mykola Schaparenko), Andrij Jarmolenko (69. Marlos), Roman Jaremtschuk – Wiktor Zyhankow (69. Oleksandr Subkow) Cheftrainer: Andrij Schewtschenko | Manuel Neuer – Antonio Rüdiger, Niklas Süle, Matthias Ginter – Lukas Klostermann (90. Emre Can), Joshua Kimmich, Toni Kroos, Marcel Halstenberg – Leon Goretzka, Julian Draxler (80. Timo Werner) – Serge Gnabry (90.+3 Kai Havertz) Cheftrainer: Joachim Löw | Deutschland |
| Ukraine                                                                 | 1:2 Malinowskyj (77., Foulelfmeter) | 0:1 Ginter (20.) 0:2 Goretzka (49.) | Deutschland |
| Ukraine                                                                 | Malinowskyj (41.) | Kroos (53.), Ginter (84.) | Deutschland |
| 3. Spieltag                                                             | | |             |
| 10. Oktober 2020 um 21:45 Uhr (20:45 Uhr MESZ) in Kiew (Olympiastadion) | | |             |
| Zuschauer: 17.573                                                       | | |             |
| Schiedsrichter: Orel Grinfeld ( Israel)                                 | | |             |

### Deutschland – Schweiz 3:3 (1:2)
| Deutschland                                                 | Deutschland | Schweiz | Schweiz |
| ----------------------------------------------------------- | --- | --- | ------- |
| Deutschland                                                 | \| 4. Spieltag \| \| 13. Oktober 2020 um 20:45 Uhr in Köln (Rheinenergiestadion) \| \| Schiedsrichter: Ruddy Buquet ( Frankreich) \|                                                                                    | \| 4. Spieltag \| \| 13. Oktober 2020 um 20:45 Uhr in Köln (Rheinenergiestadion) \| \| Schiedsrichter: Ruddy Buquet ( Frankreich) \|                                                                                       | Schweiz |
| Deutschland                                                 | Manuel Neuer – Lukas Klostermann, Matthias Ginter, Antonio Rüdiger, Robin Gosens (58. Marcel Halstenberg) – Leon Goretzka, Joshua Kimmich, Toni Kroos – Kai Havertz, Timo Werner, Serge Gnabry Cheftrainer: Joachim Löw | Yann Sommer – Ricardo Rodríguez, Fabian Schär, Nico Elvedi, Silvan Widmer – Steven Zuber, Granit Xhaka, Remo Freuler, Xherdan Shaqiri (66. Djibril Sow) – Haris Seferović, Mario Gavranović Cheftrainer: Vladimir Petković | Schweiz |
| Deutschland                                                 | 1:2 Werner (29.) 2:2 Havertz (55.) 3:3 Gnabry (60.) | 0:1 Gavranović (5.) 0:2 Freuler (26.) 2:3 Gavranović (57.) | Schweiz |
| Deutschland                                                 | Gosens (36.), Kroos (66.) | Schär (30.), Gavranović (50.), Xhaka (51.) | Schweiz |
| 4. Spieltag                                                 | | |         |
| 13. Oktober 2020 um 20:45 Uhr in Köln (Rheinenergiestadion) | | |         |
| Schiedsrichter: Ruddy Buquet ( Frankreich)                  | | |         |

### Ukraine – Spanien 1:0 (0:0)
| Ukraine                                                                 | Ukraine | Spanien | Spanien |
| ----------------------------------------------------------------------- | --- | --- | ------- |
| Ukraine                                                                 | \| 4. Spieltag \| \| 13. Oktober 2020 um 21:45 Uhr (20:45 Uhr MESZ) in Kiew (Olympiastadion) \| \| Schiedsrichter: Paweł Gil ( Polen) \| | \| 4. Spieltag \| \| 13. Oktober 2020 um 21:45 Uhr (20:45 Uhr MESZ) in Kiew (Olympiastadion) \| \| Schiedsrichter: Paweł Gil ( Polen) \| | Spanien |
| Ukraine                                                                 | Heorhij Buschtschan – Oleksandr Karawajew, Illja Sabarnyj, Witalij Mykolenko, Eduard Sobol – Serhij Sydortschuk (60. Wiktor Kowalenko), Jewhenij Makarenko, Mykola Schaparenko – Andrij Jarmolenko , Roman Jaremtschuk, Oleksandr Subkow (65. Wiktor Zyhankow) Cheftrainer: Andrij Schewtschenko | David de Gea – Sergio Reguilón, Pau, Sergio Ramos , Jesús Navas – Sergio Canales (73. Dani Olmo), Rodri, Mikel Merino (46. Dani Ceballos) – Ansu Fati (58. Ferrán Torres), Rodrigo (58. Mikel Oyarzabal), Adama Traoré Cheftrainer: Luis Enrique | Spanien |
| Ukraine                                                                 | 1:0 Zyhankow (76.) | | Spanien |
| 4. Spieltag                                                             | | |         |
| 13. Oktober 2020 um 21:45 Uhr (20:45 Uhr MESZ) in Kiew (Olympiastadion) | | |         |
| Schiedsrichter: Paweł Gil ( Polen)                                      | | |         |

### Deutschland – Ukraine 3:1 (2:1)
| Deutschland                                                | Deutschland | Ukraine | Ukraine |
| ---------------------------------------------------------- | --- | --- | ------- |
| Deutschland                                                | \| 5. Spieltag \| \| 14. November 2020 um 20:45 Uhr in Leipzig (Red Bull Arena) \| \| Schiedsrichter: Ovidiu Hațegan ( Rumänien) \|                                                                                               | \| 5. Spieltag \| \| 14. November 2020 um 20:45 Uhr in Leipzig (Red Bull Arena) \| \| Schiedsrichter: Ovidiu Hațegan ( Rumänien) \| | Ukraine |
| Deutschland                                                | Manuel Neuer – Matthias Ginter, Niklas Süle, Robin Koch, Antonio Rüdiger, Philipp Max – Serge Gnabry, Leon Goretzka, İlkay Gündoğan, Leroy Sané (86. Luca Waldschmidt) – Timo Werner (76. Julian Brandt) Cheftrainer: Joachim Löw | Andrij Pjatow – Juchym Konoplja, Illja Sabarnyj, Mykola Matwijenko, Eduard Sobol – Ruslan Malinowskyj, Taras Stepanenko (69. Jewhenij Makarenko), Oleksandr Sintschenko (86. Ihor Charatin) – Marlos, Roman Jaremtschuk (75. Júnior Moraes), Oleksandr Subkow (75. Bohdan Mychajlitschenko) Cheftrainer: Andrij Schewtschenko | Ukraine |
| Deutschland                                                | 1:1 Sané (23.) 2:1 Werner (33.) 3:1 Werner (64.) | 0:1 Jaremtschuk (12.) | Ukraine |
| Deutschland                                                | Rüdiger (29.) | Malinowskyj (44.) | Ukraine |
| 5. Spieltag                                                | | |         |
| 14. November 2020 um 20:45 Uhr in Leipzig (Red Bull Arena) | | |         |
| Schiedsrichter: Ovidiu Hațegan ( Rumänien)                 | | |         |

### Schweiz – Spanien 1:1 (1:0)
| Schweiz                                                  | Schweiz | Spanien | Spanien |
| -------------------------------------------------------- | --- | --- | ------- |
| Schweiz                                                  | \| 5. Spieltag \| \| 14. November 2020 um 20:45 Uhr in Basel (St. Jakob-Park) \| \| Schiedsrichter: William Collum ( Schottland) \| | \| 5. Spieltag \| \| 14. November 2020 um 20:45 Uhr in Basel (St. Jakob-Park) \| \| Schiedsrichter: William Collum ( Schottland) \| | Spanien |
| Schweiz                                                  | Yann Sommer – Edimilson Fernandes, Nico Elvedi, Manuel Akanji, Ricardo Rodríguez – Xherdan Shaqiri (73. Djibril Sow), Granit Xhaka , Remo Freuler, Steven Zuber (73. Renato Steffen) – Breel Embolo (90.+1 Admir Mehmedi) – Haris Seferović (84. Bećir Omeragić) Cheftrainer: Vladimir Petković | Unai Simón – Sergi Roberto, Sergio Ramos , Pau, Sergio Reguilón – Mikel Merino (80. Gerard Moreno), Sergio Busquets (73. Koke) – Ferrán Torres, Fabián (56. Álvaro Morata), Dani Olmo (73. Sergio Canales) – Mikel Oyarzabal (73. Adama Traoré) Cheftrainer: Luis Enrique | Spanien |
| Schweiz                                                  | 1:0 Freuler (26.) | 1:1 Moreno (89.) | Spanien |
| Schweiz                                                  | Embolo (58.), Freuler (72.) | | Spanien |
| Schweiz                                                  | Elvedi (79.) | | Spanien |
| Schweiz                                                  | Sommer hält Handelfmeter von Sergio Ramos (57.) Sommer hält Foulelfmeter von Sergio Ramos (80.) | | Spanien |
| 5. Spieltag                                              | | |         |
| 14. November 2020 um 20:45 Uhr in Basel (St. Jakob-Park) | | |         |
| Schiedsrichter: William Collum ( Schottland)             | | |         |

### Spanien – Deutschland 6:0 (3:0)
| Spanien                                                    | Spanien | Deutschland | Deutschland |
| ---------------------------------------------------------- | --- | --- | ----------- |
| Spanien                                                    | \| 6. Spieltag \| \| 17. November 2020 um 20:45 Uhr in Sevilla (Olympiastadion) \| \| Schiedsrichter: Andreas Ekberg ( Schweden) \| | \| 6. Spieltag \| \| 17. November 2020 um 20:45 Uhr in Sevilla (Olympiastadion) \| \| Schiedsrichter: Andreas Ekberg ( Schweden) \| | Deutschland |
| Spanien                                                    | Unai Simón – Sergi Roberto, Sergio Ramos (43. Eric García), Pau, José Gayà – Rodri, Sergio Canales (12. Fabián) – Dani Olmo (73. Gerard Moreno), Koke, Ferrán Torres (73. Marco Asensio) – Álvaro Morata (73. Mikel Oyarzabal) Cheftrainer: Luis Enrique | Manuel Neuer – Matthias Ginter, Niklas Süle (46. Jonathan Tah), Robin Koch, Philipp Max – Leon Goretzka (61. Florian Neuhaus), İlkay Gündoğan, Toni Kroos – Leroy Sané (61. Luca Waldschmidt), Serge Gnabry, Timo Werner (76. Benjamin Henrichs) Cheftrainer: Joachim Löw | Deutschland |
| Spanien                                                    | 1:0 Morata (17.) 2:0 F. Torres (33.) 3:0 Rodri (38.) 4:0 F. Torres (55.) 5:0 F. Torres (71.) 6:0 Oyarzabal (89.) | | Deutschland |
| Spanien                                                    | Koch (37.), Tah (67.) | | Deutschland |
| 6. Spieltag                                                | | |             |
| 17. November 2020 um 20:45 Uhr in Sevilla (Olympiastadion) | | |             |
| Schiedsrichter: Andreas Ekberg ( Schweden)                 | | |             |

### Schweiz – Ukraine 3:0 (Wertung)
| Schweiz                                                  | Schweiz                                                                          | Ukraine                                                                          | Ukraine |
| -------------------------------------------------------- | -------------------------------------------------------------------------------- | -------------------------------------------------------------------------------- | ------- |
| Schweiz                                                  | \| 6. Spieltag \| \| 17. November 2020 um 20:45 Uhr in Luzern (Swissporarena) \| | \| 6. Spieltag \| \| 17. November 2020 um 20:45 Uhr in Luzern (Swissporarena) \| | Ukraine |
| 6. Spieltag                                              |                                                                                  |                                                                                  |         |
| 17. November 2020 um 20:45 Uhr in Luzern (Swissporarena) |                                                                                  |                                                                                  |         |

Aufgrund mehrerer positiver COVID-19-Tests im ukrainischen Team musste das Spiel abgesagt werden. Die UEFA wertete das Spiel mit 3:0 für die Schweiz.

## Endrunde (Final Four)
Für die Endrunde sind folgende Mannschaften qualifiziert:
- Italien (Sieger A1, Gastgeber)
- Belgien (Sieger A2)
- Frankreich (Sieger A3)
- Spanien (Sieger A4)

Die Auslosung der Halbfinalbegegnungen fand am 3. Dezember 2020 in Nyon (Schweiz) statt.

### Halbfinale

#### Italien – Spanien 1:2 (0:2)
| Italien                                                           | Italien | Spanien | Spanien | Aufstellung                       |
| ----------------------------------------------------------------- | --- | --- | ------- | --------------------------------- |
| Italien                                                           | \| 1. Halbfinale \| \| 6. Oktober 2021 um 20:45 Uhr in Mailand (Giuseppe-Meazza-Stadion) \| \| Zuschauer: 33.524 \| \| Schiedsrichter: Sergei Karassjow ( Russland) \| \| Spielbericht \| | \| 1. Halbfinale \| \| 6. Oktober 2021 um 20:45 Uhr in Mailand (Giuseppe-Meazza-Stadion) \| \| Zuschauer: 33.524 \| \| Schiedsrichter: Sergei Karassjow ( Russland) \| \| Spielbericht \|                                                             | Spanien | Aufstellung Italien gegen Spanien |
| Italien                                                           | Gianluigi Donnarumma – Giovanni Di Lorenzo, Leonardo Bonucci , Alessandro Bastoni, Emerson – Nicolò Barella (72. Davide Calabria), Jorginho (64. Lorenzo Pellegrini), Marco Verratti (58. Manuel Locatelli) – Federico Chiesa, Federico Bernardeschi (46. Giorgio Chiellini), Lorenzo Insigne (58. Moise Kean) Cheftrainer: Roberto Mancini | Unai Simón – César Azpilicueta, Aymeric Laporte, Pau, Marcos Alonso – Koke (75. Mikel Merino), Sergio Busquets , Gavi (84. Sergi Roberto) – Pablo Sarabia (75. Bryan Gil), Ferran Torres (49. Yeremi Pino), Mikel Oyarzabal Cheftrainer: Luis Enrique | Spanien | Aufstellung Italien gegen Spanien |
| Italien                                                           | 1:2 Pellegrini (83.) | 0:1 F. Torres (17.) 0:2 F. Torres (45.+1') | Spanien | Aufstellung Italien gegen Spanien |
| Italien                                                           | Bonucci (30.), Locatelli (82.) | Azpilicueta (45.), Sarabia (65.), Pino (71.), Oyarzabal (89.) | Spanien | Aufstellung Italien gegen Spanien |
| Italien                                                           | Bonucci (42.) | | Spanien | Aufstellung Italien gegen Spanien |
| 1. Halbfinale                                                     | | |         |                                   |
| 6. Oktober 2021 um 20:45 Uhr in Mailand (Giuseppe-Meazza-Stadion) | | |         |                                   |
| Zuschauer: 33.524                                                 | | |         |                                   |
| Schiedsrichter: Sergei Karassjow ( Russland)                      | | |         |                                   |
| Spielbericht                                                      | | |         |                                   |

#### Belgien – Frankreich 2:3 (2:0)
| Belgien                                                  | Belgien | Frankreich | Frankreich | Aufstellung                          |
| -------------------------------------------------------- | --- | --- | ---------- | ------------------------------------ |
| Belgien                                                  | \| 2. Halbfinale \| \| 7. Oktober 2021 um 20:45 Uhr in Turin (Juventus Stadium) \| \| Zuschauer: 12.409 \| \| Schiedsrichter: Daniel Siebert ( Deutschland) \| \| Spielbericht \| | \| 2. Halbfinale \| \| 7. Oktober 2021 um 20:45 Uhr in Turin (Juventus Stadium) \| \| Zuschauer: 12.409 \| \| Schiedsrichter: Daniel Siebert ( Deutschland) \| \| Spielbericht \|                                                                                               | Frankreich | Aufstellung Belgien gegen Frankreich |
| Belgien                                                  | Thibaut Courtois – Toby Alderweireld, Jason Denayer, Jan Vertonghen – Timothy Castagne (90.+2' Michy Batshuayi), Axel Witsel, Youri Tielemans (70. Hans Vanaken), Yannick Carrasco – Kevin De Bruyne, Romelu Lukaku, Eden Hazard (74. Leandro Trossard) Cheftrainer: Roberto Martínez ( Spanien) | Hugo Lloris – Jules Koundé, Raphaël Varane, Lucas Hernández – Benjamin Pavard (90.+2 Léo Dubois), Paul Pogba, Adrien Rabiot (75. Aurélien Tchouaméni), Theo Hernández – Antoine Griezmann – Karim Benzema (90.+7' Jordan Veretout), Kylian Mbappé Cheftrainer: Didier Deschamps | Frankreich | Aufstellung Belgien gegen Frankreich |
| Belgien                                                  | 1:0 Carrasco (37.) 2:0 Lukaku (40.) | 2:1 Benzema (62.) 2:2 Mbappé (69., Foulelfmeter) 2:3 T. Hernández (90.) | Frankreich | Aufstellung Belgien gegen Frankreich |
| Belgien                                                  | Vertonghen (67.) | | Frankreich | Aufstellung Belgien gegen Frankreich |
| 2. Halbfinale                                            | | |            |                                      |
| 7. Oktober 2021 um 20:45 Uhr in Turin (Juventus Stadium) | | |            |                                      |
| Zuschauer: 12.409                                        | | |            |                                      |
| Schiedsrichter: Daniel Siebert ( Deutschland)            | | |            |                                      |
| Spielbericht                                             | | |            |                                      |

### Spiel um Platz 3

#### Italien – Belgien 2:1 (0:0)
| Italien                                                   | Italien | Belgien | Belgien | Aufstellung                       |
| --------------------------------------------------------- | --- | --- | ------- | --------------------------------- |
| Italien                                                   | \| Spiel um Platz 3 \| \| 10. Oktober 2021 um 15:00 Uhr in Turin (Juventus Stadium) \| \| Zuschauer: 16.724 \| \| Schiedsrichter: Srđan Jovanović ( Serbien) \| \| Spielbericht \| | \| Spiel um Platz 3 \| \| 10. Oktober 2021 um 15:00 Uhr in Turin (Juventus Stadium) \| \| Zuschauer: 16.724 \| \| Schiedsrichter: Srđan Jovanović ( Serbien) \| \| Spielbericht \| | Belgien | Aufstellung Italien gegen Belgien |
| Italien                                                   | Gianluigi Donnarumma – Giovanni Di Lorenzo, Francesco Acerbi, Alessandro Bastoni, Emerson – Nicolò Barella (70. Bryan Cristante), Manuel Locatelli, Lorenzo Pellegrini (70. Jorginho) – Domenico Berardi (90.+1' Lorenzo Insigne), Giacomo Raspadori (65. Moise Kean), Federico Chiesa (90.+2' Federico Bernardeschi) Cheftrainer: Roberto Mancini | Thibaut Courtois – Jan Vertonghen , Jason Denayer, Toby Alderweireld – Yannick Carrasco (87. Leandro Trossard), Youri Tielemans (59. Kevin De Bruyne), Axel Witsel, Timothy Castagne – Hans Vanaken, Michy Batshuayi, Alexis Saelemaekers (59. Charles De Ketelaere) Cheftrainer: Roberto Martínez ( Spanien) | Belgien | Aufstellung Italien gegen Belgien |
| Italien                                                   | 1:0 Barella (46.) 2:0 Berardi (65., Foulelfmeter) | 2:1 De Ketelaere (86.) | Belgien | Aufstellung Italien gegen Belgien |
| Italien                                                   | Di Lorenzo (30.), Emerson (84.) | Vertonghen (14.), Witsel (56.), Alderweireld (63.) | Belgien | Aufstellung Italien gegen Belgien |
| Spiel um Platz 3                                          | | |         |                                   |
| 10. Oktober 2021 um 15:00 Uhr in Turin (Juventus Stadium) | | |         |                                   |
| Zuschauer: 16.724                                         | | |         |                                   |
| Schiedsrichter: Srđan Jovanović ( Serbien)                | | |         |                                   |
| Spielbericht                                              | | |         |                                   |

### Finale

#### Spanien – Frankreich 1:2 (0:0)
| Spanien                                                            | Spanien | Frankreich | Frankreich | Aufstellung                          |
| ------------------------------------------------------------------ | --- | --- | ---------- | ------------------------------------ |
| Spanien                                                            | \| Finale \| \| 10. Oktober 2021 um 20:45 Uhr in Mailand (Giuseppe-Meazza-Stadion) \| \| Zuschauer: 31.511 \| \| Schiedsrichter: Anthony Taylor ( England) \| \| Spielbericht \|                                                                          | \| Finale \| \| 10. Oktober 2021 um 20:45 Uhr in Mailand (Giuseppe-Meazza-Stadion) \| \| Zuschauer: 31.511 \| \| Schiedsrichter: Anthony Taylor ( England) \| \| Spielbericht \|                                                                                                 | Frankreich | Aufstellung Spanien gegen Frankreich |
| Spanien                                                            | Unai Simón – César Azpilicueta, Eric García, Aymeric Laporte, Marcos Alonso – Sergio Busquets – Gavi (75. Koke), Rodri (84. Pablo Fornals) – Ferran Torres (84. Mikel Merino), Pablo Sarabia (61. Yeremi Pino), Mikel Oyarzabal Cheftrainer: Luis Enrique | Hugo Lloris – Jules Koundé, Raphaël Varane (43. Dayot Upamecano), Presnel Kimpembe – Benjamin Pavard (80. Léo Dubois), Paul Pogba, Aurélien Tchouaméni, Theo Hernández – Antoine Griezmann (90.+2' Jordan Veretout) – Karim Benzema, Kylian Mbappé Cheftrainer: Didier Deschamps | Frankreich | Aufstellung Spanien gegen Frankreich |
| Spanien                                                            | 1:0 Oyarzabal (64.) | 1:1 Benzema (66.) 1:2 Mbappé (80.) | Frankreich | Aufstellung Spanien gegen Frankreich |
| Spanien                                                            | Laporte (86.) | Pogba (46.), Koundé (55.), Mbappé (89.) | Frankreich | Aufstellung Spanien gegen Frankreich |
| Finale                                                             | | |            |                                      |
| 10. Oktober 2021 um 20:45 Uhr in Mailand (Giuseppe-Meazza-Stadion) | | |            |                                      |
| Zuschauer: 31.511                                                  | | |            |                                      |
| Schiedsrichter: Anthony Taylor ( England)                          | | |            |                                      |
| Spielbericht                                                       | | |            |                                      |

## Siegermannschaft von Frankreich
| Frankreich | |
| Frankreich | - Tor: Hugo Lloris (8 Spiele / kein Tor) - Abwehr: Raphaël Varane (7/-), Lucas Hernández (6/-), Presnel Kimpembe (5/-), Benjamin Pavard (5/1), Lucas Digne (3/-), Léo Dubois (3/-), Ferland Mendy (3/-), Dayot Upamecano (3/1), Theo Hernández (2/1), Jules Koundé (2/-), Clément Lenglet (2/-), Kurt Zouma (1/-) - Mittelfeld: Paul Pogba (6/-), Adrien Rabiot (6/-), N’Golo Kanté (4/1), Steven Nzonzi (4/-), Eduardo Camavinga (2/-), Moussa Sissoko (2/-), Aurélien Tchouaméni (2/-), Jordan Veretout (2/-), Nabil Fekir (1/-), Corentin Tolisso (1/-) - Sturm: Antoine Griezmann (8/2), Olivier Giroud (6/3), Kylian Mbappé (6/4), Anthony Martial (5/-), Kingsley Coman (4/1), Karim Benzema (2/2), Marcus Thuram (2/-), Wissam Ben Yedder (1/-) - Cheftrainer: Didier Deschamps |